# 森喜朗
森 喜朗（もり よしろう、1937年〈昭和12年〉7月14日 - ）は、日本の政治家。
内閣総理大臣（第85・86代）、建設大臣（第62代）、通商産業大臣（第54代）、文部大臣（第105代）、内閣官房副長官（福田赳夫改造内閣）、総理府総務副長官（第14代）、衆議院議院運営委員長、同大蔵委員長、衆議院議員（14期）、自由民主党総裁（第19代）、自由民主党幹事長（第34・37代）、自由民主党総務会長（第38代）、自由民主党政務調査会長（第37代）、東京オリンピック・パラリンピック競技大会組織委員会会長（初代）を歴任した。

## 来歴

### 生い立ち

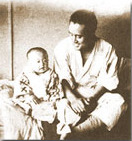
1937年、父・茂喜と

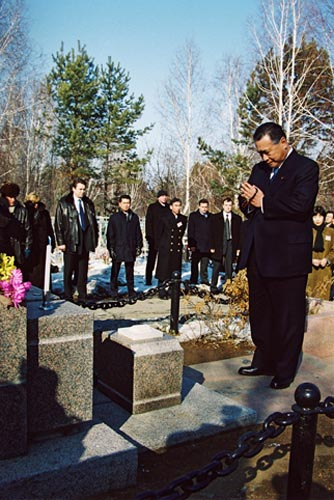
父・茂喜の墓参りに訪れた森（2001年3月25日）

石川県能美郡根上町（現在の能美市）に、根上町長を務めた森茂喜と、妻の薫（1944年11月病死）との間に、長男として生まれる。小中時代はいじめっ子で、何度も職員室に引っ張られたと講演で回顧している。
中学時代の教師は森が悪いことをして交番に連れて行かれると、警官の前で森を怒鳴り、殴りつけた。父親の立場を慮って貰い受けに来た手前、必要だったものらしく、自転車の後ろに森を乗せて帰る途中「頭が痛かったら先生の背中にこすりつけろや」と言ってくれたと言う。こうしたやりとりから師弟の情愛が生まれ、その教師は後年に森が立候補するころには教組の幹部になっていたが「お前のお陰で教組を辞めなきゃいかんようになった。今まで自民党にだけは入れないできたが、とうとう自民党に入れることになってしまった。困った奴だ」と森に協力した。その後、恩師は石川県中学校長会の会長になったという。

### ラグビーへの思い入れと挫折
本人によれば上述のように勉強は出来なかったが、子供のころより生涯に渡って強い関心を持ち続けることになったのがラグビーである。『森喜朗全人像』『あなたに教えられ、走り続けます』『自民党と政権交代』など森の著書やインタビューによれば、ラグビーに最初に興味を示したのは父の茂喜であり、戦時中トラック島空襲後同島に派遣された際には、部下を引き連れて捕虜と試合に興じて人心掌握にも有効活用したと言う。
戦後の1948年（昭和23年）、森が小学5年生の時分に早稲田大学のラグビー部がOBである父を頼って根上町に合宿に来た。この時の練習試合を見て森はラグビーに興味を持ち、早稲田大学に入りラグビーをやろうと決意し、練習に励むようになった。元々根上町からは学区制度上、ラグビー強豪で進学校の石川県立金沢二水高等学校には進学できなかった。そこで、金沢市立高岡町中学校（現金沢市立高岡中学校）に越境入学し、根上町から汽車通学していた。高岡町中学校にはラグビー部がなく、バスケットボール部に所属していた。中学校卒業後には金沢二水高校に進学し、ラグビー部に入部。ラグビー部のキャプテンを務め、北陸三県大会で富山県立魚津高等学校と決勝戦にすすんだものの敗退した。
その活躍から、父の知人であった当時の早稲田大学ラグビー部監督大西鉄之祐の薦めで、早稲田大学第二商学部に入学する。しかし、全国から集まった強豪選手の中で、練習は過酷を極め、文化の違いもあり精神的にも参ってしまい、吐血のため通院したところ、胃潰瘍と診断された。医者から半年間練習を休むように言われた。半年もの間練習を休めばラグビー選手として終わりだと悟った森は、入学から4ヶ月で退部を決心する。同時に、自分がラグビー部の推薦により大学へ入学した点を重く見て退学を決意するが、大西監督に「バカもの！」「ラグビーだけが大学じゃないぞ、森君。縁あって早稲田に入ったんだ。早稲田精神を身につけて少しでも世の中の役に立つ人間になろうと君は思わないのか。将来、ラグビーに恩返しができるような立派な人間になってみろ」と叱責され、退学を思いとどまった。
この大西監督の言葉は森に大きな影響を与え、第9回ラグビーワールドカップの日本招致を成功させた2009年に受けたインタビューでは、「その言葉はいつもわたしの心の中にあり、こうして協会の会長を引き受けているのも、Ｗ杯日本招致に責任を持ったのも、少しでもラグビーに奉公できればとの思いからでした」と語っている。

### 早稲田大学雄弁会への入会
結局、森は、早稲田大学ラグビー部こそ退部したが、郷里出身の早稲田大学大学院にいた先輩が森を見かね、雄弁会に入るように薦めた。森は2年生になると同時に雄弁会に入会し、やがて政治家を志すようになる。当時の雄弁会は現役の国会議員、特に野党の代議士が話をしに来てくれることが多く、国政の当事者に接することが出来るという恵まれた環境で生の政治を学んでいった。森自身演説の練習も行ったがそれを聴衆の前で披露する機会は在学中には訪れなかった。当時の雄弁会には、青木幹雄、西岡武夫（当時代表幹事会議長）、深谷隆司、玉澤徳一郎、小渕恵三などが揃い、部室は梁山泊の様相を呈していた。この時期は雄弁会の黄金期である。
なお、ラグビー退部後も、勉強も優秀だが練習のため授業に出られないラグビー部員達のために教授に掛け合うなど、同部との関わりは続き、教授達とも一緒に飲みに行き講話にじかに接していた。早稲田祭で後輩の学生達に語ったところによれば、森達は部室（会室）には毎日出ていたが、教室にはいかないことから「大学周辺居住者」と呼ばれていたが、必要な単位は4年間で全て取得したと言う。

### 日本工業新聞時代
早稲田大学を1960年に卒業し、水野成夫の口利きで産業経済新聞社に入社した。配属先は日本工業新聞に勤務し、のちに移籍する。「今日あるのも産経のおかげ」と語っている。
雄弁会時代以来の付き合いである牧千恵子と1961年11月に結婚。百合丘の公団住宅に当たり、1DKの新婚生活を始めた。記者時代は昼夜の別なく取材先を飛び回っており、妻・千恵子によれば、日本工業新聞での担当は自動車や機械などであり、取材先の会社の社長に可愛がられたりもしたのか、情報やニュースもかなり獲得し、1面トップ記事を書いたり、社長賞も貰ったと語っている。

### 衆議院議員初当選
政治家に転じるきっかけは、農機具メーカー、井関農機の取材中に岸信介側近の衆議院議員・今松治郎と知り合ったことだった。井関農機の創業者である井関邦三郎と今松は同郷の同級生であり、邦三郎の息子・昌孝は青年会議所に所属していた。昌孝と親しくなった森は、「今松の選挙を手伝ってみないか」と持ちかけられ、承諾した。なお、牛尾治朗とも昌孝を通じて1963年ごろに知り合っている。
今松の秘書を務めた後、1969年の第32回衆議院議員総選挙に旧石川1区から立候補。この選挙は10人が乱立する混戦模様で（自民党3、社会党1、公明党1、民社党1、共産党1、保守系無所属1、革新系無所属1、その他無所属1）、森は泡沫候補と見られていた。実際、田中角栄自民党幹事長は森を「泡沫候補」と呼んで公認を与えなかった。
自民党の公認は既に満杯だった。自民前職2人（坂田英一と井村重雄）が健康上の理由で出馬を断念したが、別川悠紀夫と奥田敬和が新たに公認を受け、森は公認を得られなかったため、保守系無所属で出馬することになった。
出馬に際し、森は今松の秘書を務めていた縁から、岸信介元首相による応援を岸の秘書である中村長芳を通じて要請。岸は森の要請を快諾し、はるばる石川まで応援に駆けつけた。60年安保闘争（森は「安保騒動」と呼ぶ）による悪影響を懸念する声もあった。森の親族も父と同じく出馬に反対の意見が大勢であったが、選挙直前の一族会議中に、近隣の家から出火した。この時、森は決死の覚悟で家にとびこみ、仏壇を抱えて出て来たという。当時の北陸地方は仏教への信仰が篤い土地柄であったこともあり、この行動は風向きを変えることになった。また、根上町内の森町長への信頼感と森を認めてこなかった既存の自民党組織・地方議員や奥田などへの反発から、町内では住民総出で選挙運動に協力する雰囲気となり、昼は老人と子供しか残っていないという有様であった。加えて、岸の応援で地元での人気が上昇し、下馬評を覆してトップ当選した。森は、無名の泡沫候補に過ぎない自分の応援のためにわざわざ駆けつけた岸に対し、終生恩義を忘れない姿勢を示しており、後年岸の外孫である安倍晋三が首相に就任した際は、後見人として安倍を支えることになる。
森の当選後、田中自民党幹事長は森を党本部に呼び、金を渡そうとした。森が反発すると、二階堂進が「（追加公認の）公認料および貸付金」と説明して、森に金を受け取らせた。森は田中の態度を見て、「この人とは絶対に席を同じにはできない」というものの金を返却することはなかった。帰途福田赳夫邸に寄って、さらなる資金援助を期待したものの、相手にされず空振りに終わった。
この選挙では同じ選挙区で奥田敬和も初当選しており、2人のライバル関係はのちに「森奥戦争」と呼ばれるようになる。石川1区では森の追加公認も併せて自民党が議席を独占したが、唯一の前職、桂木鉄夫は落選した。
立候補前は青年会議所においても、地元の小松に代議士になりたい者が何人も在籍していたためライバル視され、地元の会議所に入会させてもらえなかった。会議所が企画した催し物でもスピーカーを抑えて話をさせないようにされたと言う。それに憤った人達が「青朗会」を立ち上げ、森の選挙運動での中心組織となっていった。森が青年会議所に入会したのは衆院選初当選後、牛尾の引きによってであった。当初はライバル視故に反対されていたが、「東京で引き受ける」と会頭を務めていた牛尾が啖呵を切って、慌てた小松が森を受け入れたという。

### 官房副長官就任まで
当選後は岸の勧めに従い福田派（清和会の前身の紀尾井会）に入会。福田赳夫改造内閣では内閣官房副長官に就任し、首相の福田赳夫や官房長官の安倍晋太郎を補佐した。福田に寵愛され秘蔵っ子と称されていたが、後に著書で語った所によると福田の金回りの悪さに腐心し、田中派に入っていればよかったと思った事もあるほどだったという。
当選から間もないころ、1972年の沖縄返還に先んじて日米繊維協定が締結されると、従来型の繊維産業が集中していた石川県は大打撃を受け、雇用不安なども発生した。そこで東レが県内に工場を進出させた。この工場は自動化工場のはしりで、規模に比較して雇用吸収力は小さかったことは森も東レ側も互いに理解していたが、それでも経済的には助かる結果となった。後年、森は誘致に応じた東レに感謝の言葉を述べている。

### 文部大臣時代

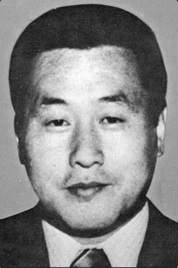
文部大臣時の写真

1983年第2次中曽根内閣では文部大臣として初入閣した。
文部大臣就任直後のインタビューにて、日教組に対しては話し合いは是とするものの、教育の場に政治運動を持ち込むことに対しては対決姿勢を鮮明にしている。

#### 産学官共同研究の強化
文部大臣の時に諮問機関である学術審議会が「学術研究体制の改善のための基本的施策について」という答申を提出した。これは産学官共同を強化する内容であり、研究者の育成・支援体制の整備など「頭脳・技術立国」を目指すものであった。文部大臣退任後も北陸の政財界要人などとこの方向での教育問題に尽力し、6年後の1990年10月、先端科学技術分野における国際的水準の研究を行うための国立大学院大学として、北陸先端科学技術大学院大学の開学に漕ぎ着けた。

#### 臨時教育審議委員会の設置
中曽根内閣は教育のあり方の再検討を目玉の一つに据え、「臨時教育審議会」の設置を図った。これに対して、日教組や社会党は日教組代表を委員に加えるように要求していたが、森は「特定の団体を代表する人を入れるのは適当でない」と答弁し、初期から拒否の姿勢を明らかにした。この委員会は立法措置により根拠を与えることとなり臨時教育審議会設置法案が提出された。中曽根内閣は1984年の夏までには成立させることを目標として、趣旨を守りつつこれを通すことが森に課せられた任務となった。法案に対して野党は阻止を図ったが、中曽根と森は「柔軟な対応」を取るとして法案の修正には応じるが日教組の参加を認めない点を貫徹することとした。その目標通りに事態は推移し、自民の他当時野党であった公明、民社が修正協議に応じ、7月に日教組を外す方針のまま三党合意が図られ、8月に法案は成立した。なお、当時論議となった内容は入試制度、学制、幼保一元化、極端な学歴社会化の緩和などであった。

#### その他
その他、文相時代には、他大学での履修制度拡充 や入試多様化の一環として共通一次試験の改革が議論されている。また、大臣として訪米した際、当時の日本の国家的隆盛から教育にも関心が向けられていることを意外な感を持ったことなどから、アメリカの教育長官と諮った上で日米の教育を相互に比較する研究が着手されている。これは折からの臨教審での審議の参考にも供された。
上記のような実績を挙げたことで、以降自民党文教族の実力者として頭角を現した。

### 自民党での地歩
1988年のリクルート事件で2度目の入閣間近という時に一時謹慎を余儀なくされる。
福田派を継いだ安倍派では三塚博、塩川正十郎、加藤六月と並んで安倍派四天王の一人に称され、ネオ・ニューリーダーとしての地歩を固める。しかし安倍晋太郎にリクルートの江副浩正を紹介したのは森といわれており（森自身は否定）、晩年の安倍は森と距離を置いていた。1990年の第39回総選挙後、第2次海部内閣の組閣人事で、海部俊樹首相は「リクルート関係議員は入閣させない」と公言しているにもかかわらず、安倍は森を入閣候補として推薦した。しかし、安倍は本気で森を推したのではなく、むしろ森を晒し者にしようとしたのではないかと薬師寺克行は指摘している。結果、森は入閣辞退を余儀なくされた。

### 自民党の政権転落と奪還
安倍死去後の三六戦争（三塚と加藤の後継者争い）ではいち早く三塚を支持。しかし三塚派を実効支配していたのは森と小泉純一郎だった。それからは党政調会長、通商産業大臣、党幹事長、建設大臣（村山改造内閣）、党総務会長と重要役職を次々と歴任した。
1993年7月より、清和会出身議員として4年ぶりの党幹事長を務めた際には、細川内閣が成立し、自民党が野党に転落した中での就任だった。入れ替わりとなる前任の梶山静六は辞任の際、残っていた党職員の忠誠心が高いことを失念して猜疑心から当り散らしたが、森は職員をいたわる機会が多かったと言う。総裁＝総理大臣とは言えない状況下での後継者選びでは、自民党は河野洋平を総裁に選んだ。森が取った策は地方組織を丹念に回って地盤を固めてその意向を汲み取ることと、連立政権各派への切り崩し工作であった。これは次に述べる政治改革四法の採決で効果を挙げ始め、連立政権内に亀裂を走らせることになった。
細川内閣が成立を目指した、衆議院の小選挙区比例代表並立制導入を柱とする、政治改革関連4法案は、社会党の一部などの造反により否決された。首相の細川護熙は、河野とのトップ会談で妥協を図ろうとした。細川には小沢一郎が、河野には森が同席した。細川内閣案は比例区は全国1区、自民党案は47都道府県に分けていた。森は、妥協案として全国11ブロックにすることを提案し、小沢の同意を得た。なお、森はブロック制にしたのは共産党対策だと述べている。1996年の第41回衆議院議員総選挙では、もし全国1区ならば共産党は実際に獲得した26議席に加え、少なくともあと5〜6、多くて7〜8議席とっていたと森は述べている。
この後、社会党と新党さきがけを排除して羽田内閣が成立した。森、亀井、白川勝彦らは社会党委員長の村山富市や、野坂浩賢など、社会党で連立政権に不満を持つ議員への接触を試みていた。自民党内にも、YKK（山崎拓、加藤紘一、小泉純一郎）の了解を取るなどの根回しを行ったが、中曾根康弘らには最後まで知らせなかった。6月28日、森は社会党の久保亘書記長（彼は連立残留派だった）と会談し、自民党は村山首班で行くと持ち出した。久保は「今の話は絶対に外に漏らさないで下さい」と言い、森は「私は漏らしません」と答えたが、「私」ではない小里貞利にそれとなく言うように仕向け、自民党の村山首班構想が明らかになった。6月29日、小沢は自民党から海部を首班候補として引き抜き、首班指名は村山と海部の争いになったが、決選投票の結果村山261、海部214で村山が指名された。こうして村山内閣が成立し、社会党、新党さきがけとの3党連立として、自民党は与党復帰を果たした。

### 村山内閣から総理就任まで
村山改造内閣では、党幹事長から転じて建設大臣として入閣した。当初、自由民主党総裁の河野洋平は、自身が外務大臣から外れ、後任の外務大臣として森を推薦する意向を示していたが、村山は、河野外務大臣、橋本龍太郎通商産業大臣、武村正義大蔵大臣の留任を強く望んだ。このため河野は、森を無任所の総合経済対策担当大臣として入閣させたい意向を示したが、経済企画庁を中心に反対論が起こり、最終的に建設大臣としての入閣で落着した。後任の幹事長ポストには三塚博が就いた。閣内での仕事としては阪神・淡路大震災の教訓を踏まえた建築物の耐震化を促進するための「建築物の耐震改修の促進に関する法律」案の提出などがあり、同法は特に小中学校に配慮した内容として成立している。また、経済対策の一環として立ち遅れている大都市の社会資本整備を促進し、耐災害性の向上のため、一般公共事業と別枠で約6000億円の公共用地取得促進対策を実施した。
1995年夏になると1996年度予算の概算要求に向けた動きが活発化してきた。当時、自衛隊の存在を合憲と認めたとは言え、社会党内には拒否反応が依然として存在し、防衛予算の抑制要求として党内から突き上げがあった。その最中、アメリカはハバード米国務次官補代理を訪日させ、森と会談した。米側が要望したのは当時日米が共同開発していた次期支援戦闘機（FS-X）の量産へ向けた予算や在日米軍駐留経費の十分な確保であり、森は「連立政権には自民党が入っているから大丈夫だ」などと協力的な姿勢を確約している。1995年9月に沖縄米兵少女暴行事件が発生し、在日米軍にとり逆風となったものの、12月の大蔵原案内示も無事通過し、1996年度の防衛予算は前年度比2.58%増とバブル崩壊後最大の伸びを示した（以降2009年8月に自民党が政権を失うまでこれほどの高い比率の伸びは無かった）。
1996年11月の第2次橋本内閣成立と同時に、総選挙で落選した塩川正十郎の後任として、幹事長経験者ながら党総務会長に就任。党三役すべてに就任した議員は、安倍晋太郎以来２人目。
1998年7月には、新たに総理・総裁に就任した小渕恵三のもと、再び幹事長に任命される。また、同年12月、三塚に派閥の継承許可を求め、「森派」とした。一方で森と方向性を合わなかった亀井静香は平沼赳夫、河村建夫などと共に清和会を出て、1999年3月、亀井グループと政策科学研究所（旧渡辺派）が合流し、「志帥会」（村上・亀井派）結成。森派に所属していた山本一太は政治資金パーティー収入の裏金問題について、「始まったのは間違いなく（安倍派前身の）森派が始まってからだと思う。会長の了解なくできるわけないんで、森さんが知らないはずがないというのが私の感覚だ。」と述べ、自らはパーティー券収入のキックバック（還流）を受けてないと説明した上で「三塚さんの時に（派閥内での）キックバックはまったく記憶にない」と指摘した。幹事長としての在籍日数は1358日で二階俊博、田中角栄に次いで歴代3位。

### 内閣総理大臣時代

#### 就任の経緯
2000年4月5日、3日前に脳梗塞で倒れ緊急入院した当時の小渕恵三首相の後を継ぐ形で急遽内閣総理大臣に就任した。清和会議員の総理総裁就任は福田赳夫以来22年ぶりであった。このときの連立与党は自民党、公明党、保守党であり、メディアなどでは「自公保」と略称した。

森の首相就任は、当時の自民党有力議員5人（森喜朗本人、青木幹雄、村上正邦、野中広務、亀井静香）が密室で談合して決めたのではないかと疑惑を持たれ、西側諸国の報道でも旧ソ連のクレムリン並みの密室人事と揶揄された。これらの論評に対して、森自身は「マスコミが密室と言いたがるだけ」と反論した。

#### 就任後
前任者の急病による就任であり、総裁になるための正式な準備無しでの登板だったため、内心「正直いってえらいことになったな」と思ったという。
政策では小渕政権の政治目標を継承することを重視し、小渕が学生時代から取り組んでいた沖縄問題の一つの到達点と目していた沖縄サミットを完遂や、小渕が望んでやまなかった景気回復を目指した。この他対ロシア外交、教育基本法問題なども小渕と森が最後に話をした4月1日に政治課題として意識していた し、対アフリカ外交についても小渕が計画していたものであるとの指摘がある。
首相としての最初の外国訪問地にはロシアを選択し、ソ連との親善に努めてきた父の遺骨の一部があるシベリアの日本人墓地へプーチン大統領とともに訪れた。中央日報は徹底的に計算された行動であり、 プーチンは東方経済フォーラムで「我々の過去が未来に進むことを妨げてはいけない」と発言させ安倍首相の意中を伝達する窓口を2013年以後は務めていてプーチン大統領とお互い「ヨシ」「ワロージャ」という愛称で呼び合う関係だと報道している。
また、所信表明直後に前から予定されていた医師の診断を受けたところ前立腺にガンが発見された（後述）。そのため数々の「失言」が槍玉に挙がって批判がヒートアップする前から自分の政権は短命であると自覚しており、「何かきちんとのこさないといけないと思った」という。4年後の論座での証言では癌を理由に「就任時から1年で辞めることを決めていた」と述べた。癌であることが発覚すると首相が二代連続して健康問題に晒されることになるため、森は抗がん剤で症状を抑えつつガン告知を黙ったまま首相を務めることにしたが、論座編集部は『自民党と政権交代』のあとがきで指導者という地位が持つ孤独性として印象的であると述べている。『自民党と政権交代』では辞意についてプーチンと2001年3月にイルクーツクで行った会談で伝えたのが最初であった。だが、その半年ほど前に『文藝春秋』でのインタビューにて小渕恵三から引き継いだ政治課題を達成したら総理を辞めてもよい旨を語っている。
なお、総裁選を経て首相となった小渕についてはマスコミを絡めて「小渕さんも随分口汚く罵られていましたよね。マスコミ攻撃までも引き継いでしまったようでした」と語っている。また、この不規則登板の中終始バックアップしてくれた人物として政調会長の任にあった亀井静香を挙げ、首相辞任の際に「本当のことを言えず、彼のポストの手伝いも出来なかった」と述べている。

##### 批判と再評価
- 2000年5月15日、「日本は天皇を中心とした神の国」「いずれにしてもこのとき天命が下ったのかなと思いました。総理大臣になりました時、まさにこう申し上げました。まさに天の配剤だろうと。だからこそ、恥ずかしいことをしてはならない、まさにお天道様が見てござる、神様が見ていらっしゃるんだということを一つだけ、大事にしながら政治が過ちにならないよう、しっかりと頑張っていきたいと思います」と発言し、大きな波紋を呼んだ。

- 政調会長の亀井静香は「森みたいなのが総理になれたんだという人がいるが、森が総理までになれたのはズバリ他人への配慮だ。人に対する配慮するのが、物凄く上手かった。」[23] と述べている。

##### 官房長官の交代
2000年10月27日、第2次森内閣で内閣官房長官に就任したばかりの中川秀直が愛人問題や右翼幹部との交際、警察情報漏洩などのスキャンダルで辞任。後任には当時森派の派閥会長だった小泉純一郎から推された福田康夫が就任した。閣僚経験皆無での起用には疑問の声もあったが、森が頻繁にマスコミの批判を浴び、そのたびに福田が火消しに回る、という構図ができあがるにつれ、その執務能力の高さが明らかになった。福田は、後の小泉純一郎内閣も含めると内閣官房長官在任日数歴代最長（当時）となった。

##### 加藤の乱
2000年11月21日、衆議院本会議において森内閣不信任決議案が野党から提出された。当時宏池会会長で自民党の次期総裁候補の一人と目されていた加藤紘一は、森不信任は国民の多数が支持すると考え、YKKの盟友、山崎拓とともに、それぞれ自派を率い党の方針に反して本会議を欠席した。このとき、加藤は渡邊恒雄と自民党重鎮などが集まる懇談に出席した際、政権内の内閣参与である中村慶一郎がいる前で反乱の意向を明らかにしたため、この情報はただちに森に筒抜けとなった。YKKの残る1人で、森派会長を務めていた小泉純一郎は率先して加藤の倒閣の動きを党内で拡散して加藤に近い若手の動きを牽制、野中広務らも猛烈な切り崩し工作を展開した。結果、宏池会で加藤に従った者は一部に留まり、内閣不信任決議案は否決された。

##### えひめ丸事故
2001年2月10日、ハワイ沖で日本の高校生の練習船「えひめ丸」が、アメリカ海軍の原子力潜水艦と衝突して沈没、日本人9名が死亡するという「えひめ丸事故」が発生した。森は第一報が入ったときゴルフ場におり、連絡はSPの携帯電話を通じて入った。衝突により日本人が多数海に投げ出されたことや、相手がアメリカ軍であることも判明していたが、森は第二報のあとの第三報が入るまで1時間半の間プレーを続け、これが危機管理意識上問題とされた。国会でも採り上げられ、詳細が議事録に残っている。
午前10時50分に第一報を受けたあと午後0時20分の第三報まで、3ホールほどを回った 。森の主張によると、えひめ丸事故の一報が入った時、ある関係者から直ぐにはその場を離れないように言われたのでゴルフ場で待機していたという。連絡は携帯電話を通して伝えられた。この事故の報道で森のゴルフプレイ姿が繰り返し放送されたため悪印象が増幅した（ただし、この映像は当日とは別の、夏の日に撮影されたものである）。マスコミにこのことを問いただされた森が「プライベートだ」と答えたことで批判は拡大した。当日プレーしていたゴルフ場（戸塚カントリー倶楽部）の会員権は知人から無償で借り受けて自分名義としており、このことも批判を増幅させた。ただし、岡崎久彦のように「ゴルフであと三ホール回ったから「資質」がないという。何と低次元の話だろう」とマスコミ批判が新聞に載ったこともある。
佐々淳行は、2001年2月14日に自身のHPのコーナー『危機管理小論』にて「えひめ丸・米潜水艦衝突事故と危機管理」という小論文を掲載し森政権の対応について議論している。また、2004年に出版した著書『重大事件に学ぶ「危機管理」』などにて、この時の森の対応に関して述べている。それらによれば「危機管理には総理が陣頭指揮すべき『クライシス・マネイジメント』と、各省庁が国家行政組織法の定めに基づき対処すべき『インシデント・マネイジメント（事件処理）』と『アクシデント・マネイジメント（事故処理）』とがある。（えひめ丸事故が大きな国際的事故であったとしても）すべて総理の責任とするのは日本の法制上から言って誤りである。日米安保条約と日米外交問題は外務省所管だが、一般論から言えば海難事故は国土交通省とその指揮下にある海上保安庁の所管であり、「えひめ丸」が水産高校の実習船であることを考えると文部科学省の所管でもある。このように責任官庁が複合するようなときは、指揮命令系統の統一のために内閣官房を所管とする安全保障会議を開催するのが常道であって、外務省が動いた後に所管は内閣官房に移るので、森総理はゴルフ場からでもひと言「所管大臣は官房長官」と指示しておくだけでよかった。森総理が言うとおり、「えひめ丸」の衝突は事故であるが「総理の危機管理」ではない。さらに、森総理は早く戻ってきた方で、私の経験からすればもっと狼狽した総理はたくさんおられる」と危機管理の責任上の面から森を擁護している（これは岡崎も上記産経新聞にて指摘していることで、村山富市の阪神大震災時の対応と比較している）。もっとも佐々は同じ著書で「総理自身の言動が、『事故』であった一件を『危機』にまで増幅させてしまった。」とも述べている。また、実際の第一次対処をする部局の一つである、防衛官僚の参集が早かったことも評価した。佐々は別の著書『後藤田正晴と12人の総理たち』では「後藤田が森を庇っていた」とも書いており、米軍に謝罪、賠償などへの迅速な協力を提案したのも佐々などの日本サイドであり、ブッシュ政権はそれをすぐに実行したと言う。
当時、政調会長だった亀井静香は「あれはテレビがいけない。ちょっとしかやっていないゴルフの映像ばかり、何度も何度も流すから、悪いイメージができてしまった。もっとも、それで影響される国民がアホだということだ。これははっきり言っておきたい」と森を擁護している。

##### 支持率
上記のいきさつにより就任当初はそれなりの支持があったものの、「失言」が報じられると支持率は急降下した。任期を通して内閣支持率は低く、御厨貴は「森氏はとにかく人気がなかった。」、後藤謙次は「えひめ丸事故当時森氏はゴルフのプレー中。初動の対応の悪さに批判が殺到し、世論調査では支持率8％、不支持率82％まで達しました。」と述べている。
読売新聞は2001年2月、「森内閣支持8・6％に急落　歴代2位の低さ/読売新聞社全国世論調査」の記事を掲載した。記事には以下のような解説がある《今回、森内閣の支持率が急落したのは、「ケーエスデー中小企業経営者福祉事業団」（KSD）の資金提供疑惑、これに絡む村上正邦・前参議院議員会長の議員辞職、外務省の機密費流用問題、水産高校実習船沈没事故への対応のまずさとゴルフ会員権問題のほか、株価の下落も影響したものと見られる》。
公明党代表神崎武法は森のえひめ丸事故危機管理対応を批判し、「退陣すべきだという発信を始めました。「森降ろし」の流れを加速させようと連日、記者懇でも言いました。産経新聞にも随分書いていただき、自民党内も呼応する動きが出てきて、予算成立後に辞任されました。森さんが辞めなければこっちが辞めるしかないと腹をくくってやったことでした。」と述べている。
与党内で、森では参院選を戦えないとの声が強まり、2001年4月6日に閣僚懇談会で辞任を表明。同年4月26日、就任からちょうど1年で首相を退任した。後継総理総裁は自派閥出身の小泉純一郎になった。発足当初の小泉内閣の支持率は80%を超える史上最高記録を樹立したが、その背景には先代の森内閣の不人気ぶりの反動があったとする見方もある。
退任直前には自民県連のCMで「私が総理やった方がマシよ。」というＣＭが自民党本部の抗議で総理の部分がピー音に差し替えられるというトラブルもあった。

##### メディアへの反論など
- 言葉狩りについて森は批判している。地元に帰って挨拶をした際「まもなく総選挙だが、私はなかなか帰れないので、銃後のことをよろしく頼みます」と述べたところ、朝日新聞などが「戦争用語を使うとは何事か」とバッシングした。「出陣式」「必勝祈願」と言った言葉は選挙の際には常套句であるため、森は「こうした言葉は単なる比喩に過ぎない」と述べている。また、「銃後」という言葉の意味も、書き方も知らない記者もいたという[46]。
- 「幹事長時代は新聞社やテレビ局でも対談の申し込みがあれば受けていた」が、首相時代はそれが簡単にできない仕組みになっていた事を森は語っている。たとえばテレビで直接話す（なお、アメリカの場合は炉辺談話のころからこの種の対話は行われている）場合、『総理が語る』という番組が慣習的に制作されてきたが、この番組の放映はNHKと主要民放計7局による輪番制であり、「2ヶ月に1度行っても1年に1度ひとつの局を回るかどうか」と述べている。さらにこの種の番組の放送前には必ず新聞社との間でグループインタビューが必要というカルテルがあり、制約となっていた。さらに『総理が語る』は視聴率が取れないため、放映時間帯も大半は条件が悪く、且つ日本マスコミには「首相が出演する単独企画はしない」という申し合わせも存在すると言う。田原総一朗は『サンデープロジェクト』にて「森さん、電話をかけてくれ」と呼びかけたが、前任者の小渕がテレビ朝日に電話をかけた際、同社は協定破りで記者会で処分を受けており、首相がかけられないことを分かっての呼びかけであった。そのため森は電話に出ないでいたが、「逃げている」と思われて色々なところから自宅に電話がかかり、最後には電話が壊れたという[47]。なお、後述のように首相辞任後は雑誌の対談などにも幾つも応じている。
- 料亭通いについても批判された。この件については、林真理子との週刊朝日での対談にて日本テレビや読売グループの首脳も料亭通いの常連であることを挙げている他、別の雑誌では「細川総理の頃から、料亭がよくないというようになってしまった。細川さんは、会合には料亭ではなくホテルを使う、といっていたけれど、ホテルのほうが機密性が高い。料亭のほうが、障子があったり、襖があったり、外に音も洩れるから、秘密めいた話なんかできませんよ。」と述べ、料亭に付随する芸者を入れての宴会というイメージについても否定し、畳の消費量は石川県と富山県が日本でも多く、食器に使われる九谷焼や輪島塗などの焼き物、加賀友禅のような着物など、自身の出身地である北陸に根付いた日本文化を支える産業を賞賛している[48]。
- 森は「本来ならもっと重要な話題は沢山ある」と述べている。その一例として、2000年秋に原油価格の値上がりが問題となっていた際、イランのハタミ大統領が来日し[49]、アサデガン油田の優先交渉権を獲得した件[50] を挙げている。背景として2000年2月にアラビア石油がカフジ油田に持っていた権益が失効しており、森内閣に切り替わった春ごろより、日本側は新油田の獲得に向け交渉を加速させていた[51]。この件について、日経とNHKは扱いがあったが民放は報道に消極的で、官房長官を辞任した中川秀直が右翼と酒を飲んでいるという映像の放送に注力していた件を挙げている[52]。
- アフリカを歴訪した際は日本の新聞に「正月から名刺でも配りに行くのか」と揶揄されるなどと批判され、歴訪の意義についてはCNNの方が先に注目したと言う[要出典]。また、訪問先の内ケニアでは自然公園と難民キャンプが訪問先に入っていたが、次のようなエピソードを語って苦言を呈している。

自然公園を訪れた際にはたまたま象が居なくて案内係が萎縮していた。その案内係のネクタイには象の絵が描かれていたため、森は「象が居ないはずですよ。あなたのネクタイの中にみんな集まっているのですから」とジョークを言って場を収めた。しかし翌日の日本の新聞は「軽口を叩いた」と批判した。
難民キャンプを訪れた際に、マラリアに罹っている乳児を母親が注射をしてもらいに来ていた。森が患者達と話しているとマスコミは患者や母親を蹴飛ばすように動き回り、苦しんでいる患者の周囲で平然とカメラを回し続けた。森は無作法さにいたたまれなくなり、「報道陣は出て行ってください」と言った。マスコミがこの一件を「森が怒鳴りつけて摩擦を起こした」ように報じたため、森は後で「私の悪いところは書きたければ書けばいい。しかし、記者である前に日本人であれ。相手国に対して礼を失しないように書いてほしい」と苦言を呈した。
森がアフリカ歴訪から日本に帰国したのは2001年1月15日だった。帰国直後ということもあり、1月17日早朝の阪神・淡路大震災記念式典には欠席した。このことを新聞は被災者の孤独死を挙げて「後ろめたくないのか」と批判した。早坂茂三は森との対談の中で、自分にもコメントを求める電話がかかってきたが、国土交通相や防災担当相が出席していることを挙げて弁護した旨を述べている。
- 2001年1月末にスイスで開かれたダボス会議についても、歴代の首相は予算委員会と重なるため出席見合わせが続いていた。森は経済面の重要性から出席を決めてハードスケジュールを組みチューリヒに飛んだ。飛行機の到着は夜となり、車でリゾート地であるダボスの会議場に行くと3時間かかり、ヘリも飛ばせなかったため、その日はチューリヒで一泊した。マスコミは「ダボスのパーティをサボり、チューリヒで食事をしていた」と批判した[53]。会議出席後、所感について語りたかったが、ぶら下がり記者からの質問はなかったという[54]
- えひめ丸事件でゴルフを批判された。このときの背景についても森によれば次のような事情があった。元々事件の一報が入った2月10日は群馬にある福田赳夫の墓参りをする予定だったが警備の都合で取り止めとなった。当時は予算委員会などの対応で官邸スタッフは疲労しており、森は取り止めで予定が空いたのを、皆を休養させる機会と考え、自身もゴルフに行くことを決めた。場所は東京から近いところを条件とし、4、5年行ってなかった戸塚に決めた。その日に事件が発生したが、森のゴルフ批判の際に使われたのは上述のように、事件当時の映像ではなく夏に撮影されたものであった。それを見た森は「マスメディアが私のイメージを落とそうと、総がかりで襲ってきたな」と感じ、「マスコミがつくりだす「世論」にはもう抗えない」と認識した。そのため、辞任を決めた最も直接のきっかけはえひめ丸事件だという。もっとも、森は運命論を信じる面があり、就任の時も辞任の時も「運命だな」と思ったという[46]。

また、事故前に妻の千恵子は次のように語っている。
「主人はああ見えて、総理になって少し痩せました。いまは体重95キロぐらいじゃないでしょうか。ワイシャツの襟がダブダブになりました。ああやっぱり、この人でも痩せるんだわ、と思いましたけど。健康についてはやはり心配で、ゴルフを唯一の楽しみにしていた主人がとてもそんな時間などなくて「足の筋肉がおとろえてきたなあ」などと足をさすっているのを見ると、「家の中でウォーキングマシンでもやったら」と主人にいったんですが、主人に「そんなことしている時間があるか」と言われました。やはり心配ですね」
- いわゆる新聞辞令についても森は批判している。批判の対象は朝日新聞が2001年3月7日に「森首相、辞意固める」と報じたことであった。その日は日米首脳会談の日取りが正式発表される日だったが、この報道で仕切り直しになったという。森は伝聞と断った上でその朝刊を朝日のワシントン支局の幹部がホワイトハウス関係者に持っていき、ブッシュ新大統領（当時）と合わせないように工作していたという趣旨の説を紹介し、「国益に関わることだ。総理を辞めさせるための世論操作を一商業誌がやってよいのだろうか」「三月十三日の党大会で、何らかの意思表示をする腹はすでに固めていた。しかし自らの進退を一新聞に指図されるいわれはない」と批判しており、下記のように訪米を実行した[46]。

##### 報道など
- 2000年5月、アメリカ大統領ビル・クリントンとの会談で出鱈目な英語の挨拶を行ったという報道が、7月末開催の九州・沖縄サミットへの揶揄と併せて、『株式新聞』、『フライデー (雑誌)』、『週刊文春』により報じられた[55]。なお、『週刊朝日』はこの話に当初から懐疑的であった[56]。事実は毎日新聞論説委員高畑昭男による創作であり[57]、森はこのデマを批判している[46]。

- 雑誌「FRIDAY」2000年9月29日号 で『森喜朗「疑惑の”買春”犯歴照会状」これが現物だ』として早稲田大学二部学生時代の買春検挙歴について報じられた。（警視庁が逮捕、勾留されたが、起訴猶予処分となった事実）
- 森政権時代より小泉政権にかけて政治評論家の森田実と福岡政行はたびたび対談を行い、「森のせいで総選挙によって自民党が下野する[58]」「自民が200議席を割る[59]」「連立政権が過半数を失う[60]」などといった予想を繰り返した。しかし第42回衆議院議員総選挙、第19回参議院議員通常選挙の選挙結果は異なり、彼らの予測は外れた。
- 「週刊朝日」[61] によると「首相辞任直前に日本テレビの番組にて、コメンテーターが行政評論家の肩書きで「何故総理は辞意表明をしたのにやめないのか」と題して、後何日か続けると退職金が700万円になるからその金目当てではないかと解説した。夫人の智恵子はテレビをつけたところ、この番組の解説が目に入ったため激怒し、日本テレビに抗議の電話をした。驚いた日本テレビは局内で検討した後、森に確認の電話をかけた」とあった。しかし、実際の退職金は約143万円であり、日本テレビの誤報であった。日本テレビは全面的に非を認め、森に謝罪を申し入れた[注釈 9]。
- 日経平均株価についても、森政権発足時には2万円前後で推移していたものが2001年初頭には12000〜13000円台まで下落したため、辞任前に批判がなされた。田原総一朗は「森が辞めれば株価は5000円上がる」と主張した。鳩山由紀夫、菅直人なども同様の主張をおこない、国会で株価にも言及した[62][63]。後年、森は小泉政権下でも株価が下落を続けたことを挙げ、小泉政権下の経済政策については担当閣僚間の意見の違いや省益固執にも理由がある旨を述べ、この時は自民党が勢力を得ていたこともあり、内閣改造は構造改革より経済の建て直しを優先するチャンスだという見解をとった[64]。

#### 在任中の取り組み

##### 組織
- 小渕急死の教訓から内閣法9条に基づき、首相臨時代理として5閣僚を指定し、危機管理対策をとった。順番は官房長官を内閣を統括し、総理と一心同体になって国政に関わるという理由から筆頭とし、2番目以降は当時の閣僚歴、議員歴、所属政党を考慮したと述べている[65]。

##### 口蹄疫
- 南九州で発生した口蹄疫問題の処理を小渕政権から引き継いだ。上記のように政治の混乱を最小限に抑えるという森をはじめとする五人組の意向のため閣僚は軒並み留任しており、農林水産大臣で自派の玉澤徳一郎も同様であった。この時は農水省の他、現地家畜保健衛生所、宮崎県庁、北海道庁、農林水産省畜産局衛生課などに口蹄疫防疫対策本部が設立され、組織検査の結果で陽性と出た日の自民党農林部会には、「畜産三羽ガラス」と呼ばれた江藤隆美（宮崎選出）、堀之内久男（宮崎選出）、山中貞則（鹿児島選出）が出席、江藤は農林省幹部に「口蹄疫は火事みたいなもんなんだから、ぼやのうちに消さないと大変なことになるぞ。こんなときは100億円つけますとか言わなきゃダメなんだよ」と叱咤した。その翌日、農林省は旧畜産振興事業団が牛肉・オレンジ輸入自由化交渉で使った資金の残金を投入することを決定し、「カネのことは気にせずにやれることはすべてやれ」との号令のもと、直ちにワクチン手配が実施された。そのため小規模な被害で伝染を押さえ込んで短期間で終息に持ち込んでいる。当時は短期間で収束させたという事実だけが伝えられたが、それから10年後、2010年日本における口蹄疫の流行した際の政府対応は後手に回り、読売新聞の報道によると29万7808頭が殺処分され畜産関連の損失は1400億円、関連損失を950億円という大きな損害を出した。このことから、組織再編などで現場に負荷をかけなかった小渕、森政権の迅速な対応が一部で回顧されており、『日経ビジネス』は「農水相は族議員が大半 「ずぶの素人には無理」」などと小見出しをつけて批判した[66][67]。森自身は4月の「太平洋・島サミット」のレセプションで口蹄疫に触れたり、宮崎牛を食すなどしてイメージ回復に努めている[68]。

##### 公共事業の見直し
- 自民党政調会長の亀井静香は、予算編成が難しい時に思い切って公共事業の見直しを全国規模で行い、4兆円以上をカットした。反発は凄まじく、あちこちで亀井に対して「亀井を殺せ」とまで言われたが、そんな亀井に対して森は「おお、亀ちゃんに全部任せるわ」という調子だった[23]。

##### 外交

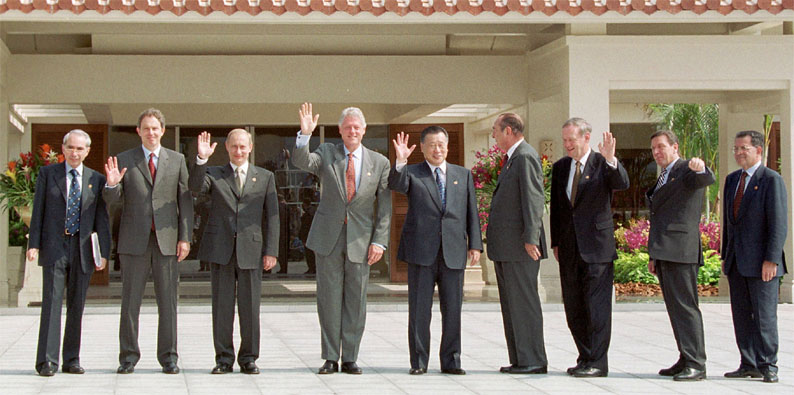
森喜朗と各国首脳（2000年沖縄サミット）

###### サミットの完遂
- 小渕の遺志を継ぐとの目標通り沖縄サミットを無事開催した。この中で太平洋戦争時の対戦国であるアメリカ大統領のクリントンが中東和平交渉のからみで欠席の動きを見せたときも熱心に交渉し、沖縄戦の犠牲者の名を刻んだ平和の礎の前でクリントンに演説をさせることが出来た[27]。

###### 多数の外遊
- ロシア、アフリカ諸国や南アジア諸国などに対し積極的な外交交渉を行い、国際連合内での発言力向上に貢献した。一年余りの在任ながら首相による外遊の回数が非常に多いことでも知られる。

海外出張は11回。延べ54日間。24カ国。総飛行距離194,240km。会った回数は下記の通り。
クリントン大統領:5回（ブッシュJr:1回）
プーチン大統領:6回
シラク大統領:4回
金大中大統領:7回
この他サミットを除いても、ドイツ、イギリス、カナダ、インド、パキスタン、南アフリカ、ケニア、ナイジェリアなどを訪問している。

###### 対アフリカ
- アフリカ歴訪を行った日本国首相は森が最初であるが、アフリカ外交は小渕が外相時代に計画したものを発展的に引き継いだものであるとの指摘がある[27]。森は、沖縄サミットの前に各国首脳が東京に立ち寄る際を利用してアフリカ首脳を交えた会談の場を設けることを発案し、3カ国の首脳の訪日が実現させて歴訪の下地を作った。外務省は歴訪に乗り気ではなかったが森が強い意思を通す形で実現した。対露、対印外交と並び、アフリカ外交は首相辞任後も森のライフワークとなっている。首相辞任後に述べたことだが、自民党自体はアフリカへの外遊頻度で野党に抜かれることがある点を指摘しており、野党への対抗の意味も込めて訪問を続けている[70]。

###### 対インド
- 後年『月刊自由民主』で語ったところによれば、2000年8月の訪印についても最初外務省は良い顔をしなかったという。しかしIT革命を推進する中で有識者に話を聞いたところ、同国がIT産業の集積地として成長著しかったことを知ったことがきっかけのひとつであった。森はそのころインドは親日度が高いという調査結果も読んでおり、そのような国に対して国内の関心がいまひとつであったことへの対策として、訪印に返礼の意味を含ませた。また、同国が民主的傾向の強い国家であることから、同じ大人口を有しながら一党独裁である中国に対抗して協力関係を構築するための一手であった[71]。インドについても、辞任後も重ねて訪問しており、インドの関係者の訪日時も応対している。

本人の言では「日本がもし何もアクションを起こさないでいる間に、アメリカが頭越しにインドへ行っていたら、丁度ニクソンの訪中と同じことになったんじゃないかな」「あれ以来、インドの国会議員にどれだけ会ったかな。この5年間ぐらいの間にありとあらゆる経済団体や国会議員が日本にみえました」とのこと。
また同時に1990年代末のパキスタンとの核開発競争で両国が緊迫し、日本を含む先進各国が経済制裁を課す中、矛を収めることと経済封鎖の解除を取引材料に交渉し、パキスタンに対してもこの目的で訪問している。結果、両国から「CTBTの発効まで核実験を凍結する」という同意を引き出した。インドについては2001年の春ごろより制裁解除に向けた準備を進めていたがアメリカ同時多発テロ事件後、各国が続々経済制裁を解除する中で、日本も2001年10月26日に援助を再開したが、それに合わせて小泉首相の特使として訪印しパジパイ首相（当時）と会談している。後年、上海協力機構のオブザーバにパキスタンが参加し、戦略的に中国の側に大別されてしまったことを挙げて、「友好関係」を示していくことの重要性を指摘している。

###### 対太平洋諸国
- 太平洋の島嶼国に対しても、親日的傾向と小国ながら国連では一票を持っていること着目して積極的に外交関係拡大に努めた[77]。辞任後特派大使としてパラオに出向いた際には、途中立ち寄ったグアムとパラオにて太平洋戦争の戦没者の為献花を行った[78]。

###### 対中華人民共和国
- 2000年10月、中華人民共和国総理であった朱鎔基が来日する際、記者会見で次のようなメリハリをつけた。つまり、経済協力はこれまでODAの9割が集中した沿海地区ではなくて開発の遅れている内陸部での西部大開発に重きを置くこと、IT分野での協力について「日中IT総合展示会」などを挙げた。一方で、朱が試乗まで行なう熱心さを示した山梨実験線のリニアモーターカーについて、記者からドイツと同じく中華人民共和国に実験線を建設する気は無いか問われた際には、当時コストダウンや長期耐久性に課題があったため、これを理由として「別途海外において実験線を建設しえる状況ではない」と回答した[79] 会談では北京・上海間の高速鉄道の方については21世紀のシンボルとしたいと答えた[80][81]。
- 1990年代に入って徐々に高まっていったODA批判に対応し、2000年5月外務省経済協力局長の私的懇談会扱いで「二十一世紀に向けた対中経済協力のあり方に関する懇談会」を設けた。懇談会は2000年12月28日に提言を出し、対中ODAの特別優遇措置を取り消し、ODAを戦略的に運用する旨、6項目の重点課題を挙げた[82]。この背景としては提言にもあるように、「中国脅威論」の隆盛があり、中華民国国立政治大学の柯玉枝は、日本の二国間援助額で1、2位を争う程に成長したにもかかわらず、同国が巨額の軍事費を支出したり、中華人民共和国自身がアフリカへ援助を行い減免した例も指摘されたこと、それらを日本のマスメディアが報じたことにより国民の関心を引くようになり、国民の意向を無視できなくなったことなどが挙げられているが、同時に1990年代の同国の核実験に抗議して日本がODAの無償援助を凍結した際に、中華人民共和国には何の外交的効果も発揮しなかった事例を引き合いに、「日本の国際政治の無能さを浮き彫りにさせた」と指摘し、「ODAという外交手段で中国の内外政策を制約またはコントロールしようとすることは、極めて達成しがたい」と指摘している[83]。

###### 対韓国
- 2000年にソウルで開催されたアジア欧州会合（ASEM）首脳会議で、日韓トンネルの共同建設を韓国側に提案した[84]。

###### 対アメリカ
- クリントン政権時の2000年10月、オルブライト国務長官（当時）訪朝前に、米政府が北朝鮮のテロ支援国指定解除を真剣に検討、解除に極めて近い状況だった際に、日本政府としては拉致問題などを理由に指定解除の阻止を図っていたことが分かっている[注釈 10]。なお、マスゲームの歓待を賞賛したことが引き金となってオルブライトはアメリカ国内で世論の反感を買い、訪朝は失敗に終わった[85]。
- ブッシュ新政権（当時）との間では日米同盟の強化に努めた。その中には当時まだ実用段階に達していた兵器が少なく、導入国も少なかったミサイル防衛分野での、緊密な協議への留意が含まれている。この路線も後継内閣に引き継がれ、日本のMD導入、開発への一部参加への素地を作った[86]。なお、森は日本の核武装について否定的でアメリカの核の傘を評価している[87]。また、在日米軍駐留経費（思いやり予算）について、日本側の人件費負担者数の据え置きと光熱費の一部アメリカ側負担に成功し、33億円の負担減を実現した[27]。

###### 対台湾
- 2001年4月、李登輝の訪日ビザ発給要請に対し、“一つの中国”論との齟齬を懸念した河野洋平外務大臣が「発給を認めるなら辞任する」と激しく抵抗し、福田康夫内閣官房長官も強く反対したが、森は「李は当時既に私人であり心臓病の治療という目的があったのでビザ発給を断る理由はない」と判断し、李の訪日が実現した。この時は殆どの全国紙が賛意を示したと回顧している[88]。

###### 対ロシア
- 2000年4月、首相就任後初の外遊先にロシアを選び、プーチン大統領と初の首脳会談をおこなった。また2001年3月、退任前の最後の外遊でもロシアを訪問しプーチン大統領と会談をおこなっている[89]。

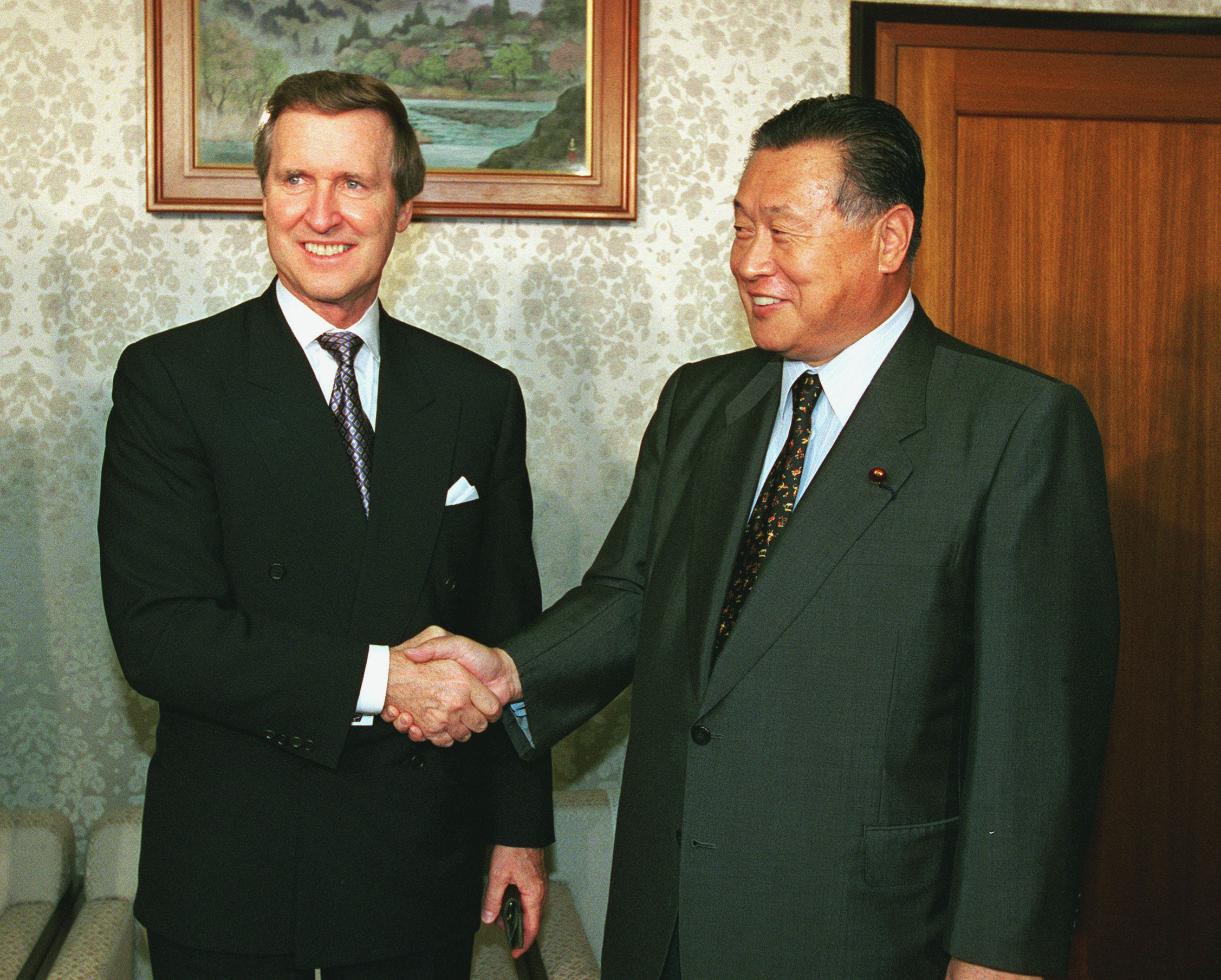
アメリカ合衆国国防長官ウィリアム・コーエンと会談する森（2000年9月22日、東京都千代田区の内閣総理大臣官邸にて）
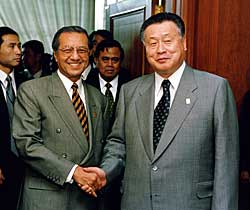
マレーシアの首相マハティール・ビン・モハマドと会談する森（2000年11月25日、シンガポール）
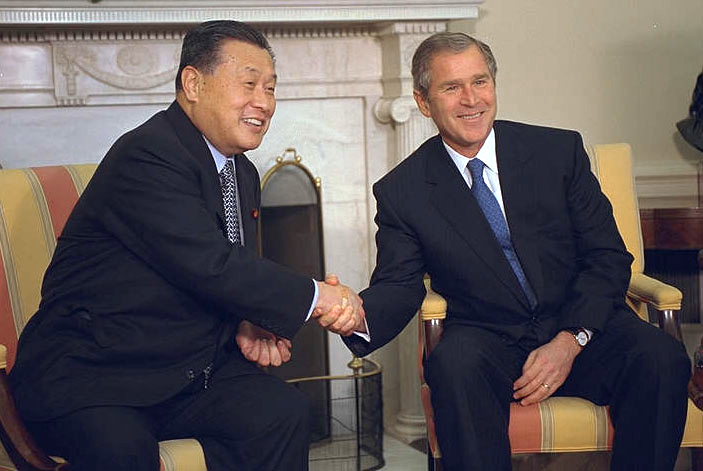
アメリカ合衆国大統領ジョージ・ウォーカー・ブッシュと会談する森（2001年、アメリカ合衆国のホワイトハウスにて）
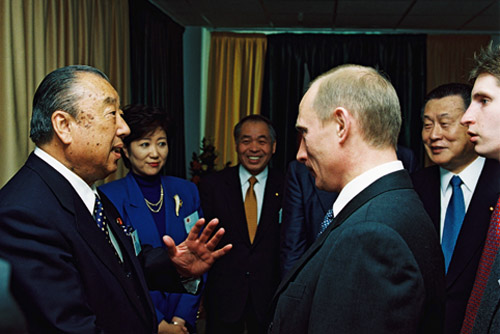
小池百合子、鈴木宗男議員らと共にウラジーミル・プーチン・ロシア大統領に会う森（2001年3月、ロシアのイルクーツクにて）

##### 内政一般
- IT革命を謳いe-japan戦略を策定、IT基本法および関連法案約40本を超党派で成立させていくきっかけとした。具体的な政策の検討を行なうためIT戦略会議、産業構造の転換を図るため産業新生会議を設置し、外部から出井伸之をはじめとする複数の有識者を招いた。インターネット博覧会（インパク）の開催などの振興策を推進した。
- 教育改革を掲げた森は諮問機関として教育改革国民会議を発足、江崎玲於奈を座長に据え、2000年9月には中間報告を提出するに至った。会議では三浦朱門の言動が度々物議を醸した。また、奉仕活動を義務化させる方針を盛り込むことについては、森が文教族の大ボス的存在であったことから様々な議論を呼んだ。
- 犯罪被害者保護法の立法、検察審査会法の改正（審査会への申し立てを被害者が死亡した場合には遺族にも認めるようにした）、ストーカー行為規制法の立法、児童虐待防止法の立法、少年法の改正（刑事罰対象年齢の引き下げ）なども森内閣での成立であり、森の教育・治安などへの持論にもある程度沿ったものであった[27]。

##### 国防
アメリカとの交渉など対外的な事項は「外交」節で記述。
- 1970年代末に法制化の研究が開始されて以来20年余り店晒しとなっていた有事法制について、2000年4月7日の所信表明演説にて立法化の必要性に言及し、翌2001年1月の第151回通常国会での施政方針演説にて立法化に向けた検討を開始すると述べた[90]。森は元々岸の流れを汲むタカ派の面があったが、仮野忠男によれば、2000年にまとめられたリチャード・アーミテージがジョセフ・ナイなどと超党派で作成した政策提言（いわゆる「アーミテージ・レポート」）にて後にブッシュJr政権で採用される米軍再編のアイデアや日本への法制化の要望が盛り込まれており、これらに森が強い興味を示し、参考にしたことが一因であると指摘されている。また、仮野は内閣末期においてはえひめ丸事故などで退陣要求を強めていた野党の共闘体制に楔を打ち込む狙いがあったと分析している。野党共闘の切り崩しにはそれほどの効果を挙げなかったものの、2001年2月6日の与野党代表質問で社民、共産両党が反対の意思と撤回を要求したのに対しては「有事法制は平時にこそ備えておくべきものだ。（中略）検討は憲法の範囲内で行うもので戦前の国家総動員法のような法制について検討することはない。」と拒否し、2001年3月18日の防衛大学校卒業式での訓示においても同様の認識を示した。自民党国防部会は2001年3月23日、「わが国の安全保障政策の確立と日米同盟」という文書をまとめている[91]。法案提出前に森内閣は終焉したが、策定への流れは小泉内閣でも継承され法案提出に至り、一度廃案になったものの、その後民主党が賛成に回ったこともあり、2003年に武力攻撃事態法が成立した。
- 防衛関係としてはその他、森政権が5年に1回改定されていた中期防衛力整備計画策定の年に当たっていたことが挙げられる。同計画は12月に閣議決定した。計画では期間中の予算伸び率は0.7%だったが、小泉政権は予算面では防衛予算は減額傾向に転じた為、装備の調達実績は計画を下回ったものが多い[92]。周辺事態法の一環としてセットでの整備が構想されてきた船舶検査活動法の成立も森内閣の時である。

##### 公共事業
- 整備新幹線は、財政構造改革路線で抑制方針とされていたものを、小渕政権下方針転換となっていた。その内の1線である北陸新幹線については、スーパー特急方式の下石川県内など3ヵ所で難工事の予想されるトンネル区間を中心に1990年代前半から中盤にかけて工事着手もされていた[93]。1998年1月に森は「上越まで区切った新規着工の枠組みは、糸魚川-魚津間など既着工区間の工事が進ちょくすれば、三-五年以内に見直さざるを得ない」と述べていた[94]。地元の協力もあり2000年ごろまでに事業着手された区間の用地取得は順調であり、トンネル工事の進捗も順調であった。7月、森は森田運輸相（当時）に要望を伝え[95]、2000年（平成12年）末の政府・与党申合せで、九州新幹線と共に、富山までのフル規格での建設が決まっている。この時森は金沢までの着工を要求したが、野中広務に釘をさされて[96] 富山までの開業、石川県内の白山車両基地への着工に短縮された経緯がある。この件については石川県が森の地元であり、建設促進の立場で運動してきたこともあったが、整備新幹線の中では最も採算性が良いと試算されていたこと、北陸新幹線の建設単価が国鉄時代の東北・上越新幹線より大幅に下がったこと[97]、同新幹線開業による時間短縮効果で旅客量が上向いたこと、JR各社が過重な負担を負わないスキームであった為、前向きな姿勢を示していたことといった背景があった。このような開発効果を重視する立場と、財政への負担やストロー効果、並行在来線切り離しなどを問題とする批判的な立場との間で議論となることも多い。

辞任後も歴代の首相は皆北陸新幹線建設に理解を示し続けた。森と同様整備新幹線について運動してきた小里貞利は、安倍晋三が首相だった2007年の参院選で福井を遊説した際、機内で偶然乗り合わせた森が安倍に対して新幹線の延伸に触れるようにアドバイス行ったことを明かしている。金沢までの開業を2014年度に目標とすることとなったが、その後も福井県敦賀までの延伸のため、運動を続けている。森は並行在来線の地元負担についてはJRの立場を理解しつつもすべて地方負担とする必要はないのではないかという趣旨のコメントをしている。（詳細は北陸新幹線参照）
- 以前、不祥事で辞任した中尾建設相の印象を和らげるために保守党の扇千景を起用した。内閣支持率が低迷する中で中尾事件で接待を受けた建設官僚の名前を公表し、建設白書や防災服デザインの見直しなどの施策を打ち出したことで、内閣のイメージアップ策に寄与した[65]。なお、扇の初期の仕事の一つには2000年6月末から噴火し段階的に拡大していった三宅島の全島民避難（9月2日より実施）の指揮が含まれている[102]。
- 一方で、公共事業全般については景気回復のため予算の増加を図った反面、世論の批判に応える形で、2000年夏には効果の乏しい無駄な事業に着目していた[103]。「二、三年経過したものも見直せないのか、思い切ってやってほしい」と自民党などに対しても指示した。また、背景として1990年代末には、運輸省などで費用便益分析に基づいた事業評価を制度化していたという事実もある。検討の結果、2001年度予算編成においては

1. 事業採択後5年を経過しても未着工
2. 完成予定を20年以上経過しても未完成
3. 現在凍結されている事業
4. 調査をはじめてから10年以上経過しても未採択

の4条件の見直し基準を決定。その上で233件の事業の中止勧告を行い、中海本庄工区の干拓など中止とした案件もある。
- また当時、扇が気にかけていたのは職員の士気が停滞しており、世間ではマスコミの報道によって「公共工事」イコール「悪」という認識が広まっていたことで、扇の起用理由も中尾元大臣の若築建設汚職事件であることは意識していた。これらの問題を解決する為、汚職の原因である入札制度について、フランス、ドイツ、イタリアで施行されている「公共工事基本法」を参考とし入札の透明化を図る為、公共工事入札契約適正化法を作成することを課題とした。法案提出に当たっての問題は、公共工事の所管が各省庁に分散しており、調整作業を通常の慣行で実施した場合5年はかかると見込まれたことであった。そこで扇は森に直訴したところ、森は「扇君が建設大臣として公共工事の基本法をつくろうとしているから、関係の省庁は挙げて協力するように」と閣議で指示した。その結果、法案提出は3ヶ月で達成され、同法は成立に至った[65][102]。扇自身は本人の予想に反し、国土交通大臣となってから、小泉内閣時代にもこの人選は認められ続け続投、3年余り大臣を務めることになる。
- 一坪地主の跋扈を問題視する観点から、土地収用法改正案を第151回国会に提出した。それまで、土地買収の最終段階である「補償金支払い」は持参払いとする旨定められていたが、反対運動側が関係人を意図的に膨らませることにより、僅かな金額の支払いに膨大な労力と時間が使われるケースが続出していた。法案の趣旨は支払い方式を現金書留も可とし、事業認定に際して事前説明の制度を強化する内容であった。様々な公共事業反対運動に手を焼いていた東京都は小渕政権時代から働きかけをしていたという事情もあった[104]。後述するように、森は小泉への政権交代の際には、マスコミ批判を意識して民意を重視し、総裁選を前倒し実施したことを「森の清談」などで回顧している。だが、その総裁選のために審議時間が空費され、また政府のIT関連法優先処理の方針に従い、土地収用法改正案の優先順位は下げられ廃案の危機に逢った。しかし、国交省や東京都の実務担当者が悪質な遅滞戦術を取った案件についての資料を材料に、与野党の国会議員へ説得の根回しを行ったおかげで、野党議員からも賛成を取り付け、小泉内閣の下で6月末に可決した[105]。
- 都市部での公共事業については、扇が度々都知事であった石原慎太郎と当時懸案であった計画の視察に訪れて関心を喚起した他、森自身も石原と環状8号線を視察した。当時は井荻トンネルの一部が供用中であったが、全体では未完成だった。森は渋滞解消に向けて努力することを述べている[106]。

##### その他
- 2000年10月30日、同年8月にシドニーオリンピック女子マラソンで優勝した高橋尚子に、陸上競技での日本女子選手初の金メダルを獲得し国民に深い感動と勇気を与えた功として国民栄誉賞を与えた。

### 内閣総理大臣退任後
森の首相退陣後、政権は小泉純一郎、安倍晋三、福田康夫へと受け継がれ清和会から四代続けて総理総裁が誕生。小泉政権時代に清和会は平成研（橋本派）を抜いて最大派閥となり、森は事実上の清和会オーナーとして隠然たる求心力を保ち続けた。それが批判的ニュアンスで報じられることが多かったからか、本人は「下らんスポーツ紙みたいなこと」「私はあまり、陰でいろいろやってたことはないんだけどなあ」などと否定している。実際、新聞にコメントが載ることも多く、「森の清談」シリーズを始めとした各雑誌への寄稿、対談回数も増加しており、過去の出来事については内情を公表するなど、森の意図についてはかなりの頻度で確認することが可能である。

#### 小泉政権

##### 小泉政権影の生みの親
首相辞任後に自民党の総裁選挙が行われたが、森は総裁選挙のルールを変更した。それまでは国会議員票が1票、自民党の各都道府県連が各1票ずつであったが、2001年の総裁選からは自民党の地方票を3票に増やし1位になった候補が3票を獲得する勝者総取り方式を取った。それにより、総裁選前は橋本龍太郎総理再任濃厚と書いたマスコミであったが、国民の圧倒的な人気もあり、小泉が橋本に対し地方票で120近い差を付けた。国会議員もこの結果から小泉の圧倒的有利と考え、不利といわれた国会議員票でも橋本を上回る得票を獲得し、総理大臣に就任する。実際1票のままだった場合は小泉41票に対し橋本5票であり、組織力のある橋本派の力で逆転される可能性は十分にありえたため、ルールを変更した森は小泉政権影の生みの親といわれている。
「変人宰相」と言われた小泉にとって森は、貴重な兄貴分的存在だった。小泉が内閣改造に際して各派閥の意向を無視した一本釣り人事を行うと党内から不満が噴出し森も小泉の手法を批判したが、小泉の閣僚人事は総体的に森派からの起用が多かった。
元々、「小泉総裁の間は私が支えます」というのが派閥会長としての約束で小泉の任期が終わったら退任する意向だったという。また、小泉退任後、「小泉さんは聞くことは聞いてくれるんですよ。ただ私は、あまり言うことを聞いたとは言わないようにしているんです。「小泉は何でも森の言うことを聞いてやっている」となればそれはよくない。言うことを聞かないやつだという言い方をしているほうがいい」と語っている。

##### 小泉純一郎に対する評価
小泉については「良い意味での合理主義者」と評し、それ故「党の役職をお願いしても逃げ回っていた」と述べている。このような行動様式は小沢一郎と類似点があるという見方をしているが、郵政民営化、道路公団改革のいずれもかなり以前より公約していたのに対して、小沢は細川連立政権時代の国民福祉税構想などを例示して、「何の前触れもなく、突然えげつないことをやってのける傾向がある」と評している。
ただし、小泉は自身が総理の時に派閥の統率を仕切り、加藤の乱のときにも収拾に奔走してくれたため、その件については感謝の気持ちを明らかにしていた。内閣発足当初の異常な人気については初期から自民党には冷静な対応が求められるとの見解であった。それは、小泉個人の支持が党への支持と必ずしもリンクしていないこと、周到に図った上での演出でしかなく、選挙において決め手は個人個人の地道な戦いであると見ていたことによる。また、徹底した反田中の派閥政治家であるとも見なしており、道路公団改革も郵政民営化も田中派の金城湯池をつぶすことが第一の目標だったと見ていた。ただし、論座でのインタビューでは結果として田中派への打撃になったが、それだけが目的ではなく、小泉ならではの正義感に従った行動だという旨の分析も示している。
ただし、内閣発足時、および初期の内閣改造の際に、田中派の後継組織である平成研究会を冷遇した際には、「やり過ぎ」と釘を刺している。また、靖国神社に参拝して中国・韓国との関係を悪化させたことにも批判的であった。小泉は2003年7月10日発売の『中央公論』8月号でも「秋の総裁選の公約が総選挙の公約になる」などと強気の発言をしていたが、官邸で森が「総選挙の票読みをしてみると決してうまくいかないよ」と話した際には、投げやりで無責任な返事をした。中川秀直が「国家に対する責任はどうするんですか。あなたは自民党が壊れればいいんですか」と気色ばんで迫り、小泉は「物の譬えだ」と詰まらせていたと言う。

また、小泉が田中派的な業界団体を叩くことができたのは、地元の横須賀の経済が米軍と自衛隊の基地から落ちる予算で持っており、公共事業で経済を活性化させる類の苦労が少なかったことも一因だと指摘している。森も地元に小松基地があるため、ある程度似た事情を抱えている。これは旧防衛施設庁（2007年防衛省に統合）による「防衛施設周辺の生活環境の整備等に関する法律」などによる周辺対策事業を指す。本来の目的は基地という全国レベルの国防サービスに使用する公共財が特定の場所に存在することによる外部不経済の緩和であった。対象地域には根上町も含まれ、父の茂喜は地元自治体と防衛施設協会の対談で心情を語っている。
首相を支える立場上、テレビ番組では小泉のことを「圧力団体にも選挙区にもペコペコしない」と弁護したが、実際に選挙区に戻る頻度が少なく、後援会長の一人は一年で小泉と会う頻度より森と合う頻度の方が高かったと言う。

##### 田中眞紀子に対する評価
小泉は最初の組閣の際、総裁選の2枚看板として働いた田中眞紀子の入閣を望み、また田中も熱心に閣僚の地位を欲しがったと言われる。しかし、森の眞紀子観は自己中心的な人物であり人望のない「お姫様」であった。過去、党務をないがしろにし、3000人を会場に待たせた応援演説をドタキャンしたり、応援するべき候補者や自民党を罵倒して目的を果たさず、先方からは苦情ばかりでその後始末に奔走させられた経験からであった。また小渕改造内閣で政務次官、第2次森改造内閣時には、閣僚にしてもらえるように重鎮と目される代議士に猟官運動を盛んに行っていたが、相手にしない者も多く、森も閣僚にしようとは全く考えなかった。
そのため、田中が重要閣僚へ入閣することについては最後まで反対したが小泉は田中の外務大臣での入閣を押し切った。その後森達が危惧した通り内閣時代に田中の行動が問題視され、森時代の李登輝訪日についても否定的なコメントを出した。従って森の田中に対する評価は、清和会系とライバル関係にあった田中派の系譜に属する政治家達への中でもとりわけ厳しい。自分のためには動いても組織や国のために貢献する気持ちがないこと、派閥間での調整能力に全く欠けていること、官僚を全く使いこなせないことなどが理由に挙げられている。また、森との対談を行なった早坂茂三は「角さんの名誉のため」とこの醜聞を墓まで持っていくつもりでそれまで出版した著書・講演でも一切触れてこなかったと述べたが、政治問題化したことを受け国益を損ねるとして森の意見に全面的に同意、自らも同じような後始末をしてきたことを公表し始めた。森はかつて新聞記者であり、『自民党と政権交代』の後書きで論座編集部からその証言が「ある意味でジャーナリスティックでもあった」と言われることになるが、ある意味では森は歴史の証人から公の場で言質を得ることにも貢献した。田中が更迭された後には、「テレビの評論家達で肩を持ってたやつがいっぱいいたでしょう。全員に総懺悔してもらいたいね」と述べた。

##### 買春疑惑
大学時代に売春等取締条例（売春防止法の前身）による検挙歴（逮捕、勾留、起訴猶予）があると報道されたことに対して、森は「事実無根」であるとし、『噂の真相』を民事提訴した。しかし、『噂の真相』側が、警視庁に犯罪歴を照会し逮捕歴の有無を確認するよう提案したところ、森側が「犯罪歴は個人情報なので照会すべきでない」と主張した。その為、逮捕歴の事実の有無が確認されることなく結審され、2001年4月に東京地裁は、噂の真相側に300万円支払えとの森側勝訴の判決を下した。その後、噂の真相側は判決を不服として控訴。控訴審では、噂の真相側は森の手形色紙を使った塚本宇兵の「誤差は実に500万分の1以下という確率で森喜朗の指紋番号と一致する」という鑑定結果を提出。2002年3月1日、東京高裁において和解が成立したものの、和解の条件は明らかにされていない。

##### その他
2002年7月、首相就任直前に、前立腺がんの疑いがあると診断されていたことを明らかにし、手術した。当時、首相として手術はできず、発表もできない状況下、放射線治療で抑えていたという。
2003年9月、第3回アフリカ開発会議議長を務めた。
2004年3月12日、硫黄島の戦いの戦没者を慰霊するため同島で行われた日米合同慰霊式に出席し「玉砕した方々の祖国愛を思う時、あらためて深い悲しみ、畏敬（いけい）、感謝の念を禁じ得ない。日米両国がインド洋やイラクで世界の平和のために努力し合う姿と今日の日米再会の情景を重ね合わせると感慨深い」と挨拶した。森は遺骨収集の迅速化に取り組む議員連盟「硫黄島問題懇話会」の会長も務めており、慰霊施設の改修作業の視察も行っている。
2004年10月から、自民党新憲法起草委員会の委員長を務めている。
2005年6月15日、サンクトペテルブルク郊外でのトヨタロシア工場の起工式に出席した。式典には大統領であったプーチンも出席している。森は日ロ賢人会議の日本側代表としての参加のようである。

##### 郵政解散
2005年8月、自民党内は小泉首相が成立を目指す郵政民営化法案の採決を巡って分裂していた。同法案は衆議院では辛うじて可決されたものの、参議院では自民党内の反対派の動き次第で、法案が否決される可能性があった。会期中の成立を絶対とする小泉は、参議院で否決された場合は衆議院を解散し、総選挙では造反議員を推薦しないとしていたため、自民党内では小泉の手法に対して賛否が真っ二つに分かれていた。
小泉の後見人を自認する森は、8月2日に「参議院で否決された場合に衆議院を解散するなら派閥会長を辞める」と発言した。8月6日には内閣総理大臣公邸へ赴いて小泉と会談し、法案が否決されても衆議院を解散しないよう説得を試みた。森は「元々反対の人までが努力して協力している。その人たちを苦しめて何の意味があるんだ」と情を説いたが、説得は失敗に終わった。この会談のあと、森は報道陣の前に缶ビールとミモレットを手にして会見し、「夕食時だから寿司でも取るのかと思ったら、出されたのが缶ビールとスモークサーモン、干からびたチーズ一切れだけだった」とぼやき（実際には高級品である）、このような対応に小泉のことを「変人以上」（狂人）と評するなど怒りを隠さなかった。しかし、この行動は、小泉の決心が固いと言うことを示すパフォーマンスだったと選挙後に明かした。これにより、加藤紘一元自民党幹事長ら一部から郵政解散は「干からびたチーズ解散」とも呼ばれた。小泉は後日「今度ミモレットの出るおいしいフレンチレストランにご招待したい」というコメントを出した。
8月8日の採決で、自民党からは21人の造反議員が出て法案は否決され、この結果を受けて小泉首相は衆議院の解散を決定した。同日夜、衆議院解散が決まった直後、森は派閥会長辞任発言を撤回した。
森は、派閥会長辞任発言について、「『法案が否決されれば解散もある』との意味をこめた造反組への最後警告の芝居だった」と説明したという。

#### 安倍・福田・麻生政権

##### 政局関係

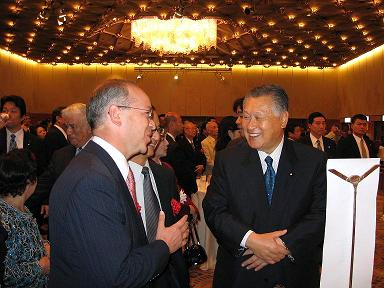
2007年10月、アメリカの大阪領事ダニエル・R・ラッセルとパーティーで談笑する森。

小泉の退任が確実視されると後継総裁選びへの布石が水面下で進められるようになってきた。この時有力視されていたのは安倍晋三と福田康夫であったが両者は同じ森派であった。結局何も変わらず派閥の分裂なども起こらないまま安倍が総裁（総理）に就任した。
なお、2006年10月18日、会長職を町村信孝へ譲って派閥の名前も“町村派”と変わった。退任会見で「小泉政権が終わり、私が派閥会長である役割も終わった」と語った。10月26日の町村派の総会で、同派名誉会長に就任した。名誉会長就任後初の新規入会者は同じ北陸（福井1区）で自身と同じ早大卒で、前年に初当選した稲田朋美（元防衛大臣）。
2006年10月31日、産経新聞のインタビューにて「知事は必ず自治労と日教組と妥協するんです。それで次の選挙で応援させる。（中略）だから日教組、自治労を壊滅できるかどうかということが次の参院選の争点だろうね」と発言した。
2007年10月4日、清和政策研究会最高顧問に就任（清和政策研究会も参照）。同年、自民党と民主党の大連立を裏で仲介していたと報道された。

##### 外交力強化に関する特命委員会
元々2000年代後半の外務省は外交力強化に向けた人員・公館などの増勢を目標とし、2006年8月21日付け毎日新聞などでも報じられていた。この流れを強化するため森は自民党の「外交力強化に関する特命委員会」委員長として有識者から意見聴取を行った後緊急提言をまとめた。その後もバックアップを行っている こうした要求の結果、福田、麻生政権下においては一定の要求が認められている。

##### 外交活動

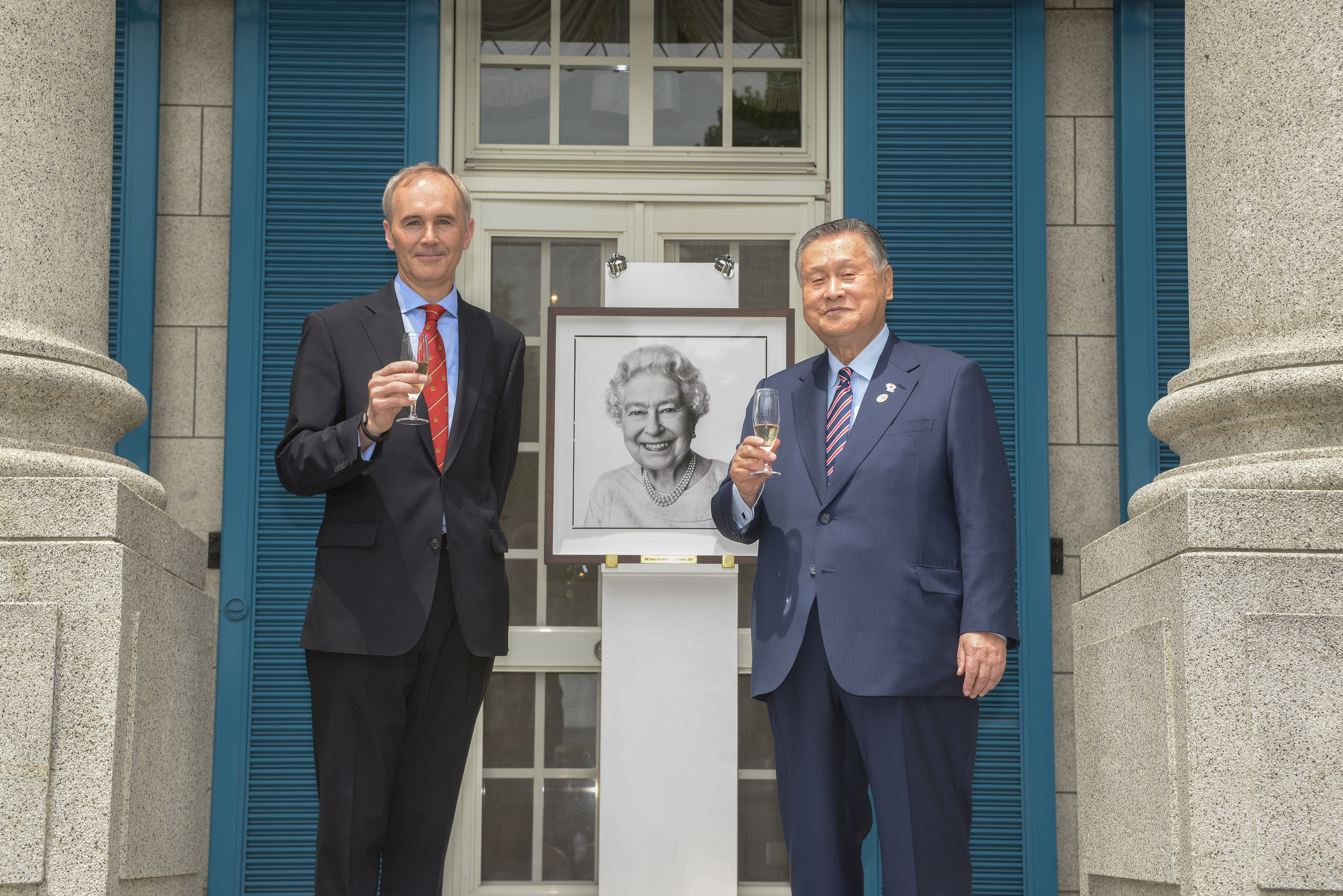
2015年6月23日、日本駐箚英国特命全権大使ティモシー・ヒッチンズ（左）と

2006年11月に訪台し総統の陳水扁と会談、李登輝の訪日、訪日する台湾観光客に対するノービザ措置の恒久化、台湾の国際組織への加盟などに協力したことを理由として、特種大綬景星勲章を授与された。『台湾週報』によれば陳とはプライベートでも非常に親しいと言う。これに対して中華人民共和国は外交部を通じ強い不満を表明、「特に「台湾独立」勢力といかなる政治的往来も行わないことを要求する」とコメントした。
2007年8月2日、日本の技術をタイに伝承するため、バンコクにて泰日工業大学の開学式典に出席した。シリントン王女が臨席するもと、日本から安倍首相の代理としての訪泰であると言う。
福田内閣下、2008年の冒頭に訪韓し、次期大統領であった李明博と会談している。小泉政権で冷却し中断状態にあったシャトル外交の復活と、前政権の太陽政策で温度差を生じてしまった対北朝鮮問題の連携強化が目的であった。
2009年3月中旬にトルコで開催された世界水フォーラムに参加した。『Globe』は日本でも国際的な水ビジネスが話題になり始めた時期であったためこれを取り上げた。それによれば、当時の日本の売りは森が懇意にし地元に工場がある東レの薄膜技術などだったが、日本の各省庁が個別にブースを設けていたのを見て「他国は政府一丸となって取り組んでいるのに」と苦言を呈した。
衆議院選挙告示直前の2009年7月28日、日本ラグビーフットボール協会による長年の努力が実を結び、ラグビーワールドカップ日本招致活動でラグビーワールドカップ第9回（2019年開催）の開催地に日本が選出された。専門誌などによれば、2005年に行われた2011年ワールドカップの決選投票で日本がニュージーランドに敗れた翌朝、当時の国際ラグビー評議会会長シド・ミラー会長のもとに乗り込み、そこで「仲間内だけでパスを回すのか」と、まくしたてた。記事ではこのような、はっきりと意見を言う努力をしていることを紹介し「森会長の存在なくして招致は実現しなかったことは確か」であると述べている。

##### 麻生内閣に対する評価
麻生内閣下、2009年に行われた第171回国会での党首討論について、1回目は上々だが、2回目は鳩山ペースになったと評している（なお、自身もかつて鳩山由紀夫と党首討論をしたことがあった）。ソマリア沖の海賊、北朝鮮問題、集団的自衛権について、民主党の矛盾点を追及することに軸足を置くべきであるとのこと。他には教育基本法の問題などを挙げた。麻生下ろしについては批判的であり、若手や中堅の議員を批判した。その流れに乗ろうとした山崎拓については小泉政権時代の「森の清談」同様、評価していない。
ただし、政局に関して、麻生については後述するニコニコ動画内の番組でマスコミが漢字の読み間違い程度のことで難詰している旨のコメントをした松嶋初音の発言に同意している。また同番組では、第171国会にて廃案となった貨物検査法案について、民主党が超党派で一致して可決した後に（国会開会期間を消費することになった）首相の問責決議案を提出していれば、一流の政党として認められたであろうといった感想を残した。なお、記者クラブに拠らないITメディアからのぶら下がりを受け付けたことを毎コミジャーナルは注目している。

##### 北陸振興策
短命に終わった3政権の間に行われた北陸地区の振興策では次のようなものに協力的であった（整備新幹線、航空関係などは別記）。森は2008年11月より水深12mで暫定供用（最終的には水深13mを予定）された金沢港多目的国際ターミナル（着工は2006年7月）の供用式典に出席し「金沢はシベリア鉄道を利用した日欧の物流ラインの起点となる」と述べた。一番船は当時海外輸出にウェイトを置いていたコマツの建設機械を載せている。そのコマツは2007年1月、岸壁のある大浜地区の隣接地に金沢工場を着工したが、森はその際にも起工式に出席している。コマツは工場新設を検討していた際、輸出に適した港湾地域に候補を絞り「一カ所なら茨城県ひたちなか市」に傾いていたと言う。会長の坂根が後年明かしたところによればに2005年の夏に森と会談した際「金沢港は水深10メートルしかなく大型は輸出できない。このままではコマツはますます石川県から逃げていきますよ」と直言したと言う。そのため、金沢工場の建設は金沢港の大水深化を視野に入れたものであったことを垣根のコメントを掲載した新聞記事は伝えている。
森は港湾や後述する空港ばかりだけではなく北陸地区から内陸部への物流ルートの充実にも関心を示し、2006年3月には地域高規格道路として計画された小松白川連絡道路の地元陳情に同行し、「来年の東海北陸全線開通を見据え、加賀温泉郷への誘客や物流の促進を図るためにも小松白川連絡道路の早期整備が不可欠だ」と述べている。

##### 政治資金
準大手ゼネコンの西松建設から、同社のOBらを代表とした政治団体（『新政治問題研究会』・『未来産業研究会』）を隠れ蓑に多額の政治献金を受けていた1人だったことが2008年12月末に表面化した。森はこの疑惑に関連して西松建設関係者や小沢民主党代表の公設第1秘書が政治資金規正法違反容疑で逮捕されたあとの2009年3月5日に、提供を受けていた約400万円を返却する意向を表明した。森は返却について「道義的観点からであり、（献金などの）違法性を認める趣旨ではない」と説明している。その他
週刊新潮2007年3月1日号にて山中湖に別荘を持っているかのように書かれたことに対し、事実無根であるとして訴えた裁判に勝訴した。
2008年8月5日には、北國新聞社が金沢市の本社隣接地に建設した「北國新聞赤羽ホール」の開館記念式典に出席した。

##### 第45回衆議院議員総選挙
2009年の夏に行われた第45回衆議院議員総選挙では民主党は新人の田中美絵子を石川2区に擁立した。マスコミは注目区として取り上げ、苦戦を報じたが、森は苛立ちを見せた。報道による相乗効果を恐れたからである。そのような中で8月2日には2010年の閉鎖が決まったコマツ小松工場の一般公開で企画されたトークショーに出演した。トークショーにはコマツ会長坂根正弘なども出席している。同地での操業は88年間に及んでいたため、地元への経済効果は大きかった。8月8日には、朝日新聞記者をめがけてペットボトルのお茶をぶちまけた。当時自民党は民主党への批判を前面に立てた内容の宣伝を行っていたが、森陣営も選挙ビラで「非正規社員 や労働組合の事務員、キャバクラ嬢 に至るまで、あまりにも国政をまかすには如何かと思われる」と民主党の候補者を非難した。
ただし、森は「マスメディア」の全ての活動に否定的な訳ではない。選挙を控えた時期、『WILL』2009年8月号では「確かに新聞は昔ほどひどくはなくなりました」と述べ、批判の矛先は取材もなしに記事を書くスポーツ紙や大騒ぎするテレビ番組であった。ITメディアについては、2008年末よりニコニコ動画に森喜朗チャンネルを開設して政策のアピールに利用しており、2009年8月11日には“生”帯番組「とりあえず生中（仮）」に出演し、角谷浩一とのトークを行なった（角谷は民主党よりであることを度々公言し、本番組でも自民党と距離を置いてきた旨断りも入れている）。その中で上述のように「ぶら下がり」も受け付けている。同番組で、森はマスコミへの苦言の他、ドワンゴがニコニコ動画上で行なった調査や自民党で行なった世論調査を比較するなど、冷静なコメントを残している。また当時、民主党はマニフェストなどで二酸化炭素排出量の大幅な削減策を掲げていたが、森はこれに関連して2004年まで京都議定書の批准を見送っていたロシアに訪ロした際の打ち明け話も披露した。当時森は読売新聞のロシア関連記事をプーチンに手渡し、エネルギー供給大国としての国際的な責任や信用の重要性を説いたと言う（その後、ロシアは批准し、議定書も発効した）。なお、地元マスコミである『北陸中日新聞』が出した当落予想についても批判している。
以前より森は組織固めを重視した選挙を続けてきたが、「（後援会の人間が）5人集まると森さんが来る」 といわれたほどのドブ板選挙の結果、森は約4000票差で勝利し小選挙区の議席を維持したが、投票日は地元（『北國新聞』と『北陸中日新聞』）以外のマスコミを選挙事務所から閉め出し、締め出された朝日や新潮の記者は批判した。『中日新聞』は、繊維族としても知られる森の再選を業界団体が支持したことを報じている。なお、産経新聞は当選に沸く森陣営の撮影を許可された。
なお、森は繊維分野でも地道な活動を続けており、2000年には「着物産地の振興へ、開会日は和服を着よう」と言う超党派の『和装振興議員連盟』を発展させ、国会への着物姿での登院を実施、その会長に就任している。これは教育分野にも関連があり、『きものコンサルタント協会』が20年間請願していた和装教育の中学教育取り入れにも森は協力し、2002年4月に実現している。2009年の第171回国会開会日にも袴姿で登院していた。2009年7月には東レ石川工場の炭素繊維プリプレグ新工場のスタート式にも出席している。当選後も見本市を視察し「石川の繊維産業は堅実に新しい素材を次々に開発している」とコメントしている。
選挙後の総括としては2010年10月、産経新聞に「小選挙区制は政党と政党、マニフェスト とマニフェストの戦いだ」と喧伝（けんでん）され、人物を隠されてしまった。だから民主党でとんでもない候補者がいっぱい当選してきたでしょ。国民を愚弄（ぐろう）しているよ。でもまあ、小泉純一郎元首相が平成17年の郵政選挙で使った手法でもある」と述べた。

##### 2009年自由民主党総裁選挙
2009年自由民主党総裁選挙では、有力候補と見られた舛添要一は不出馬だったが事前に森と会談したことを強調した。また、『週刊文春』は2009年3月、森が麻生の後継に自派の町村を据えたがっているといった内容の推測記事を掲載していた。これに対して森は「若手は森、青木の野郎が（舛添厚労相の立候補を）つぶしたと言っているが、私が放り出せと言ったのではない。町村信孝前官房長官を総裁にしようとも思っていない。党の諸君は『親の心子知らず』だ。文句を言っていないでおれを呼べ」と、これらの観測を否定し、若手候補への期待論を語っている。
この総裁選の立候補者の河野太郎からは「悪しき体質」として名指しで批判された。河野は以前よりODAを利権の温床で無駄が多いので半減するべきだと主張しており、そのことでも森を批判している。河野は総裁選で敗れたものの、日刊ゲンダイはライブドアニュースに配信したニュースで世間からは喝采を浴びたと主張している。森は総裁選後「自分が勝つために人を傷つけ、仲間や先輩を陥れるなんて政治家である前に人としていかがなものか」と河野を批判している。
首相指名選挙、自民党総裁選での自民党の対応全般については「小沢さんの権謀術数に勝つには国会で堂々と論陣を張り、相手の政策矛盾をさらけ出すしかない。6年に自民党が政権に復帰した時も最初から処方箋（せん）があったわけじゃない。ラグビーでスクラムを繰り返してチャンスを作るのと同じように、何度もぶつかっていけば、どこかに穴が見つかるものなんですよ」「総裁選も自民党の層の厚さを見せつけるチャンスだったんだ。だから鳩山政権発足前に一気にやればよかった。政権発足後しばらくはご祝儀相場となり、国民が自民党に関心を持つはずがない。首相指名選挙でもめることもなかったんだ。今回の総裁は谷垣さんしかいないと思っていた。でも、この機会に「自民党にはこんなに素晴らしい若い政治家がいる」というコンクールにしたかったな」と総括した。

#### 民主党政権時代
2009年11月28日、地元の金沢で開催された「ニコニコ動画（9）全国ツアー」にゲスト出演し、ドワンゴ取締役の夏野剛、ひろゆきと10数分トークライブを行った。夏野は学生時代自民党にて森の下でアルバイトをしており、昔話に花を咲かせる一幕もあった。鳩山由紀夫内閣の政策については、当時話題になっていた行政刷新会議による事業仕分けなどを批判した。読売新聞によればネット上の放送は2万6840人が閲覧したと言う。
2010年1月2日、父茂喜の再婚相手で、森の育ての母、秋子が死去（享年83）し、葬儀で喪主を務めた。遺骨は同年夏にロシアに分納した。
2010年3月18日、日印協会の会長を務める森は、インドのニューデリーでマンモハン・シン首相を表敬訪問した。訪問では首相経験者のインド主要都市訪問にバランスをもたらすためチェンナイからスタートした。同地は日本企業170社が進出している有力な投資先であることを意識したもので、コマツ、東芝、日産をチェンナイ郊外に視察した。3月17日は日産・ルノー工場の開所式に当たっており、これにも出席している。この訪問について興味を持った自動車サイトが質問を行ったところ日印協会から回答があり、開所式への出席はルノー・日産サイドからの要請であることや、会長職が無給であることの他、「訪問のための費用一切は日印協会が負担しており、念のためですが、ルノー・日産にはご負担をおかけしておりません。」などと言う回答がなされている。
2010年3月26日には地元能美市の新工業団地で日本ガイシの自動車排ガス浄化用セラミックスの新工場の起工式に出席した。社長の松下雋は能美市に進出した理由について、大地震などの災害に備えたリスク分散を挙げ、「県、市の熱意もあった」と語ったと言う。同工場は2011年10月に本格稼働した。将来的に建機向けの需要も見込む。
森は2010年3月14日執行の石川県知事選挙において、清和会所属で姪の夫にも当たる岡田直樹の擁立に動いたものの、自民党内の調整がつかず断念したとされる。その経緯から、自民党内で「身内を立候補させることもできなかった」として影響力の低下を指摘する見方があった。なお、その後岡田は2010年7月の第22回参議院議員通常選挙にて選挙区から立候補し当選した。
2010年4月11日に放送された『たかじんのそこまで言って委員会』に出演した。番組冒頭で自身も上記のように揶揄された『SAPIO』4月21日号などが映し出され、テーマは自民党の溶解であった。官僚団、小沢一郎、民主党などへの評価はそれまでの著述とそう変わる内容ではなかったが、当時話題となっていた日米核持ち込み問題について「それを晴天白日に晒されて、日本にとってプラスがあるんですか？マイナスがあるんですか？」「必要に応じて、その時によって、やはりそれは言えない事もあると思います」と述べ、沖縄返還には必要なものであったと言う立場を取った。またトヨタリコール問題については、「鳩山さんが率先して日本の企業を守ったり、日本の技術を売り込んでると言うことをやられたことがあります？」と民主党の姿勢を批判し、自民党で議員団を訪米させて水面下で説得工作をすることをトヨタに相談したが、トヨタ側から「もうちょっと見ていて下さい、なんとかいけます」と断られたことを明かし、トヨタの製造業としてのポテンシャルを評価する姿勢をとっている。
2010年4月16日、東レと北陸三県を中心にした繊維関連企業集団「東レ合繊クラスター」が東京にて開催した初の総合展示会に訪れた。
2010年5月18日、フランスよりレジオン・ドヌール勲章グラントフィシエを贈呈された。フランス大使公邸にて叙勲式が行われ、憲仁親王妃久子などが出席した。フランス大使館ウェブサイトでは森の事績として「日本水フォーラム」会長としての活動や、フランス人のロイック・フォーションが会長を務める世界水会議への参加や、JWFファンド（Japan Water Forum Fund）を通して、途上国の水と衛生を改善する活動を支援してきたことなどが挙げられている。
2010年8月、自由民主党参議院議員会の会長選挙では、自派閥である清和政策研究会に所属する谷川秀善を推し、派内の所属議員に支援を訴えた。しかし、派内の安倍晋三らが造反し、対立候補である中曽根弘文を支援した。開票結果は谷川と中曽根が同票数となり、籤引きにより中曽根が当選した。翌月、清和政策研究会の幹部会にて、森は「（谷川氏を支持した）額賀、古賀両派に顔向けできない！」 と述べたうえで、退会届を提出した。また、谷川に対しては「会長選に出たくないのに出てもらった。すまないことをした」 と謝罪した。会長の町村信孝らが慰留したものの森の意思は変わらなかったため、清和政策研究会により森の退会が承認された。退会にともない、相談役など派内の役職を全て退き、正会員としての資格も喪失した。そのため、今後は会友と位置づけられることになった。
2010年12月、日本はベトナムでの原発2期工事の受注に成功したが、その背景として東京財団研究員の畔蒜泰助などにより、鳩山由紀夫と共に競争相手のロシアに外交交渉を行い、現職首相の菅に代わってトップセールス役を務めたことが指摘されている。畔蒜は森とプーチンの親密さについては認めたうえで「本当の裏の立て役者は、ベトナムに長年食い込んでいる民間人でしょう」と述べたが、記事を書いた恩田は「ベトナム共産党トップとじかに話ができる隠れた民間人が、日本の政治家をつないだ可能性」を指摘している。
2011年、民主党内で鳩山の後任となった菅直人と、鳩山、小沢らの亀裂が大きくなっていたことから、4月中旬から森は伊吹文明らと共に鳩山、小沢らに接触。谷垣総裁に「不信任可決に必要な数がそろっている」との見通しを伝え、菅内閣不信任案提出を促した。そこで自民党は、公明党、たちあがれ日本と共同で6月1日に不信任案を提出した。しかし、6月2日、菅の早期退陣を条件に、土壇場で鳩山が翻意したことから小沢も賛成には回らず欠席。同日、不信任案は否決された。
2011年3月に日本体育協会会長を退任したが、同年9月には東京2020オリンピック・パラリンピック招致委員会評議会議長に就任し、以後2020年夏季オリンピック東京大会の招致活動に関わる。同年12月5日、日本体育大学より史上5人目の名誉博士号を授与される。

### 政界引退へ
2012年7月23日、第46回衆議院議員総選挙に出馬せず、『若い人に後を譲りたい』とし任期終了を以て代議士を引退する意思を表明した。同年11月16日に衆議院が解散されたことにより失職、代議士生活に別れを告げた。

### 引退後
代議士引退後も政治活動は継続しており、自民党内を中心に政界になお一定の影響力を維持している。2012年12月10日、第46回衆議院議員総選挙に際して茨城県第7区から立候補した無所属（自民党会派には所属）前職の中村喜四郎の応援に駆けつけ、演説を行う。中村の依頼によるものといい、中村は森の支援に感謝と喜びの意を表明した。一方同じ選挙区には自民党公認の前職（当選は比例代表北関東ブロックの復活当選）永岡桂子も立候補しており、永岡は自民党公認候補を支援せず対立候補を公然と支援した森に対し自民党茨城県連を通じて抗議したものの、森側は「もう議員を辞めたのだから個人の自由だ」と突き放したという。選挙結果は中村が小選挙区、永岡が比例代表にて両方とも当選した。第46回衆議院議員総選挙に際して中村は初めて公明党の推薦を得ていたため、自民党側も森の応援演説を介して中村に対し一定の支持を見せることによって、全国的に選挙協力を展開していた公明党への配慮を示した形となった。
総選挙後発足した第2次安倍内閣の下でも議員在職中同様外交に関する活動を継続しており、2013年2月、首相特使としてロシアを訪問、プーチン大統領と会談した。プーチン大統領に安倍首相の親書を手渡し、北方領土問題を中心に意見交換。2013年5月に行われた安倍首相とプーチン大統領との首脳会談に向け環境整備を図った。北方領土問題については同年11月、札幌市内で開催された「読売ビジネス・フォーラム2013」講演会において、首相在任中の2001年、自身がプーチン大統領に提案した「歯舞諸島・色丹島の返還」「国後島・択捉島の帰属確認」を分離して協議する「並行協議」方式に触れつつ、「いつまでも金科玉条のように4島全島返還から一歩も下がるなと言っていると、政府が動きにくい」、「ロシア側が求めている経済協力を日本が行えば、日本にとっても国益となる」などと述べた。また同年3月にはバチカンに派遣され、新ローマ法王フランシスコの就任式に政府代表として列席した、同年4月にはイギリスの故マーガレット・サッチャー元首相の葬儀に特派大使として参列した。同年6月には第5回アフリカ開発会議副議長並びに日本政府代表を務めた。2013年6月、自伝『私の履歴書 森喜朗回顧録』を出版。同年7月、東京都内で開かれた出版記念会では安倍首相から「森元首相は私にとって政治の師。ジョン・F・ケネディ大統領に対して『ラーニング・プレジデント』、学びつつある大統領というあだ名がついた。森氏は『ティーチング・プライムミニスター』。周りに教えながら首相としての役割を果たした」と賞賛された。

#### 東京オリンピック組織委員会の会長就任と辞任

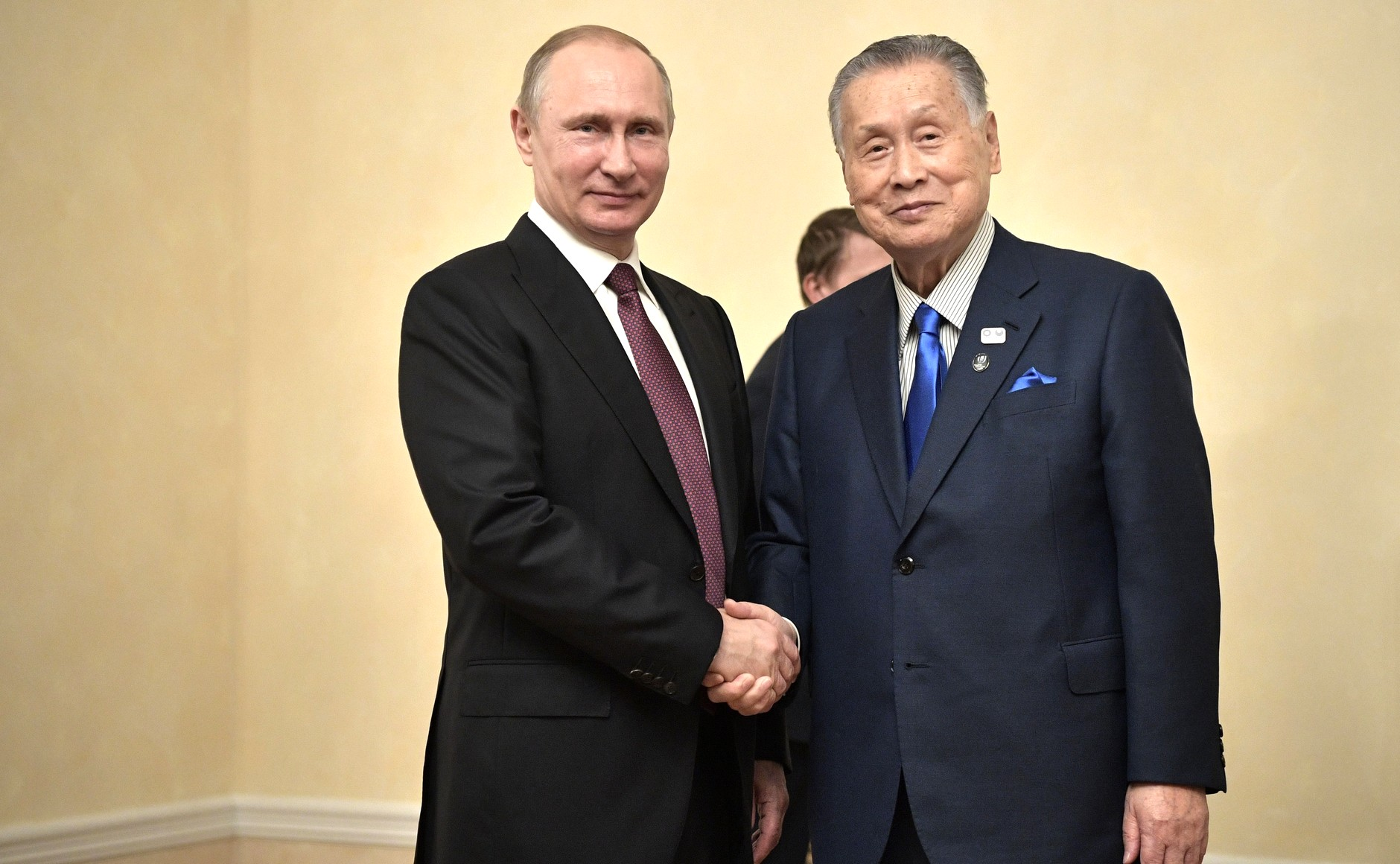
2017年、ロシア大統領ウラジーミル・プーチンと

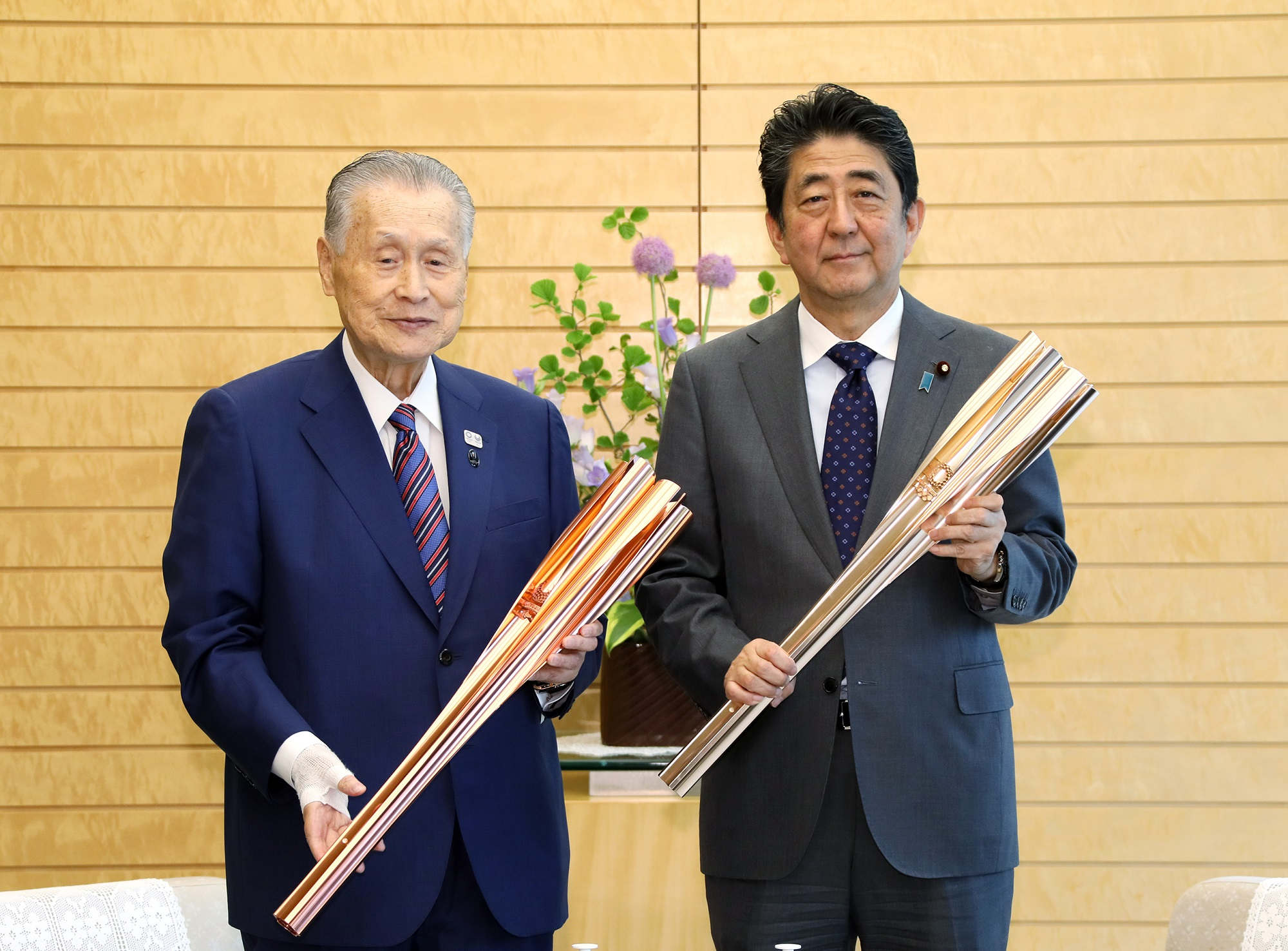
2019年、内閣総理大臣安倍晋三と

東京2020オリンピック・パラリンピック招致委員会評議会議長として代議士引退後もオリンピック招致活動に携わった。2013年9月7日（現地時間）にアルゼンチンのブエノスアイレスで行われた第125次IOC総会に際しては安倍首相・竹田恆和日本オリンピック委員会会長・猪瀬直樹東京都知事らとともに現地入り、2020年東京オリンピック開催決定の瞬間に立ち会った。
またこれに先立つ2013年8月には、国立霞ヶ丘競技場内にある秩父宮記念スポーツ博物館にて開催される特別展「SAYONARA国立競技場」の内覧会に招かれるなど、国内スポーツ界での影響力も維持している。五輪招致決定後、森は東京オリンピック・パラリンピック競技大会組織委員会の会長について、企業の協力・協賛やスポンサー集めを円滑に進める目的から「財界人の起用が望ましい」という考えを表明していたが、政界や日本オリンピック委員会関係者からは森の就任を求める声が上がった。日本オリンピック委員会は張富士夫（森の後を受け日本体育協会会長に就任）ら財界人に会長就任を打診したものの不調に終わったため、改めて森に就任を求めた。2014年1月、森が東京オリンピック・パラリンピック競技大会組織委員会会長に就任した。また、2015年に日本財団会長の笹川陽平が発起人となり設立された日本財団パラリンピックサポートセンターの最高顧問に就任している。
このほか公益財団法人日印協会会長、一般社団法人太平洋協会名誉会長など様々な団体の役職を務めながら、講演活動やテレビの報道番組出演などマスコミにも登場し、活発な発言を続けている。2013年9月、札幌市内での講演の中で、特急電車の脱線火災事故や保線の不良など不祥事が相次ぐJR北海道について「赤字路線を多く抱える北海道では、利益を上げるのは難しい」「お金がないから、線路の補修もできない。JRグループの稼ぎ頭JR東海にJR北海道を買わせたら良い」と述べ、1987年の国鉄分割民営化についても「もうからない代表がJR北海道とJR四国、JR貨物だった。赤字になる会社は分かっていた」と説明。2027年の開業が計画されているリニア中央新幹線の総工費9兆円をJR東海が全額自社負担することを引き合いに出し、「そんなにお金があるならせめて1割でも良いから、JR北海道を少し手伝ってやってくれないだろうか。公平ではない」と訴え、JR北海道の立て直し策について意見を述べた。
2013年1月22日、石川県より名誉県民の称号が贈られることが決まり、同年3月29日、贈呈された。
2013年12月22日、アジアラグビーフットボール協会より、ARFUラグビースピリット賞が贈られた。
2015年3月30日、左肺のがん摘出手術を受けたことを東京五輪組織委の理事会の席上で明らかにし、この際、会長続投の意向を示した。
2017年3月31日、年度末に歌舞伎座にて第38回俳優祭観劇。「月光姫恋暫」でカメラに抜かれる。後半、照明が明るくなる前に退席。
2017年4月29日付の春の叙勲で、桐花大綬章を受章。
2018年11月25日、ワールドラグビーより、バーノン・ピュー賞が贈られた。
2019年4月17日に東京都内で開かれた日本ラグビー協会の理事会に出席し、同協会の名誉会長を辞任する意向を表明。
2020年9月13日に自宅で転倒し胸の骨にひびが入った。
2021年2月18日、後述の女性蔑視発言の責任を取り、東京五輪組織委員会会長を辞任。

## 発言と評価
多くの発言が問題（失言）として報道され、首相時代には失言（「こりゃ失言失言」）が流行語となるほどであり、退任後も時折発言が槍玉に挙げられた。実際の活動については退任後に段階的に明かされて来ているが、在任当時からこうした点について秘匿性の低い件は反論なども少数なされている。

### 首相就任前
過渡的内閣には限界がある
1995年5月10日、自民党幹事長時代、内閣総理大臣公邸での話として「村山首相は『過渡的内閣には限界がある』と洩らしている」と発言した。この発言に飛びついた読売新聞社が「首相、退陣意向洩らす」と報道し、他社もこれに続く大騒ぎとなる。これにより、自社さ連立政権全体から森は猛反発を受ける。それにともない、閣内では村山の慰留に努める雰囲気が醸成され、村山内閣はその後も継続した。森によれば、「いつも言うように、マスコミは片言隻句だけをとらえて報道してるんだ。あのときも僕はそんな風に言っていない。（中略）「大変つらい、大変な仕事だと総理は言っている」と言っただけで、別に「辞めたい」と具体的に言ったわけじゃあない」と言う。なお、1995年7月23日の参議院選挙の晩に連立政権が議席減となったことが判明すると、村山は党首会談で河野に首相交代を提案する騒ぎがあった。
当時この発言を報じた新聞は皆無であり、各社のデータベース、G-searchなどにも一切収録されず、新聞各紙が首相時代に過去の発言を問題視した際にも取り上げていない。当時報じられていたのはナホトカ号重油流出事故発生直後の1月10日に運輸省を訪れて「第八、第九管区の海上保安本部の所管範囲の境界が石川、福井県境にあるため、海上の重油処理が円滑に進められていないのではないか」と広域的な処理活動を要請したこと や、1月23日に首相の橋本などと共に日本海産の魚介類のイメージ回復のため、報道陣の前で蟹を食べて見せたことであり、菅直人がカイワレを食したひそみに倣ったものだとされた。また、文部大臣の時分からボランティアを評価するよう提言していた 森は後日、首相時代に阪神大震災のボランティアと共に重油回収に当たったボランティアを第149回国会の所信表明演説で引用したほか、官邸ウェブサイトにても「阪神・淡路大震災やナホトカ号重油流出事故のときに全国から若者たちが集まってきたのは、あれは何も教育がよかったからとか教育が悪かったからじゃないはずです。献身的にボランティア活動をしていた姿というのは、これはさすが日本の若者だと私は大変感動しました。そういう子どもたちは、本来そういうすばらしいものを持っているんですよ。それをどう引き出してあげるかということだったと思うんです。」と賞賛している。
エイズが来たように思われて
2000年1月13日、福井県敦賀市で行われた講演において「初めて選挙に出たときは泡沫候補だった。選挙運動で行くと農家の皆さんが家の中に入っちゃうんです。なんかエイズが来たように思われて…」と発言し、民主党などから批判された。民主党は2001年の国連エイズ総会へ森が派遣された時にも批判した。エイズ自体については森は以前から関心を持っており、沖縄サミットではマラリア、結核などとともに例年になく大きく扱われ、撲滅対策に総額30億ドルの協力を約束している。また、国連ミレニアムサミットで「アフリカ問題の解決なくして21世紀の平和と安定はない」と演説し、森は対アフリカ外交を活発に推進していったが、その主軸に据えられているのはエイズ（およびその一因である衛生教育の不備）対策であった。森の提唱で世界エイズ・結核・マラリア対策基金（グローバルファンド）を呼びかけ、ジェノバ・サミットで実現もしている。

### 首相時代
天皇を中心としている神の国
2000年5月15日、神道政治連盟国会議員懇談会結成三十周年記念祝賀会で演説し、「日本の国、まさに天皇を中心としている神の国であるぞということを国民の皆さんにしっかりと承知をしていただく」と発言。NHKなどが大々的に報道して大きな波紋を呼んだ。

沖縄万博
九州・沖縄サミットの開催前の6月19日の3党合同演説の場において「九州・沖縄サミット」のことを「沖縄万博」と連呼した。なお、大手新聞・通信社の中では朝日新聞がこの件を報じた。
国体発言で森離れ
2000年6月2日に衆院が解散され、翌3日には遊説先の奈良市内での講演で「民主党は共産党と組むのか、共産党は天皇制を受け入れないし、自衛隊は解散、日米安保も確認しない。そういう政党とどうやって日本の国体を守るのか」、神の国発言に続くもので、復古主義的な傾向が批判され、内閣支持率が一気に低下、森離れが加速した。
無党派は寝ていてくれれば･･･
2000年6月25日の投票日を前にした20日、遊説先の新潟市内の演説で、報道各社の事前の調査で与党が安定多数を確保する勢いであると報じたことにふれて、次のように述べた。「無党派といわれる人たちの判断が最後は選挙を決める。自民党が強い、というと、判官びいきみたいなこともある。まだ決めていないという人が40％ぐらいいる。そのままといって、寝てしまってくれれば、それでいいんだが、やっぱりそうはいかない。」、そうはいかないという部分が切られて、テレビで繰り返し放映され、言葉が一人歩きを初めてしまった。森は「僕の失言だと言えば失言かもしれないけれども、僕の演説は必ず反語を使っているんです。リカバリーするやり方をしているんです。ところがマスコミの人達は、その部分を書かないんだ」とメディア批判をしている。
後日、森は次のように述べている。「家内は、僕の話し方が良くないという。僕は全体を聞いてもらいたいんですね。ところがどこか部分だけ抜き出せば問題にできる」「あのときの世論調査の結果は、告示されて二日か三日目の調査でしたから、これからあと一週間あるのに、こんな自民党有利の数字を見て喜んではいけませんよと。これは前回の参議院もそう書かれて惨敗したわけですからね。だから、「このまま誰も投票に行かないで寝ていてくれればいいかもしれないが、そうはいかないでしょう。だからこれから頑張らないと」といった趣旨の話をした。「寝ていたらそうなるかもしれないが、そうすべきではないし、だから頑張ろう」という意味で言ったのですが、しかし、「寝てたほうがいい」で発言を止めちゃっているわけです」。
人道上の大きな『石』
北朝鮮は2000年ごろに西欧に積極外交を行い、かなりの国と国交を結んでいた。その流れにイギリスも乗りつつあった中、森は2000年10月20日、イギリス首相のトニー・ブレアとの会談に臨んだが、その中で北朝鮮との国交樹立の難しさの一例として、当時北朝鮮が否定し続けていた日本人拉致問題について、「人道上の大きな『石』を取り除かなければ、国民の理解は得られない」と述べ、拉致された日本人を行方不明者として第三国で発見するという解決策を北朝鮮との協議で提案していたことを公表した。
- 回顧の内容は次のようなものである。即ち、1997年に日本政府が北朝鮮を訪問した際の訪朝団団長だった森は、北朝鮮との交渉の場でこの解決策を提案した。この解決策を考えたのは外務省で、協議の場で発言したのは副団長の中山正暉だった。メンツを重んじる北朝鮮に配慮したものだったという。しかしこの時は、北朝鮮からは行方不明者はいないという回答だった。なお、「私や政府が今、そう考えているわけではない」と付言したが、毎日は現行案のように報じ、「釈明した」と書いた。なお、会談相手のイギリスは12月に北朝鮮と国交を樹立した。
- そのためバッシングが起こりつつも、報道の焦点は提案者や各々の関係者政策のスタンスにスライドしていった。森や官房長官だった中川は記者会見や衆院本会議で、この提案は中山の私案だと言った。中山は事前の打ち合わせなしにこの発言をしたことは認めたが、訪朝団は政治家として自分を信頼してくれていた旨のコメントを残している。なお、森は中山から抗議を受けて後に陳謝した。外交関係としての観点では、北朝鮮の協議の場で誰が発言したかは問題ではないのだが、中山の名を挙げて批判をかわそうとした姿勢は、さらに批判を招いた。なお、中山自身は親北的な姿勢が度々見られ、救う会よりその点を指摘され、公開質問を受けている 上、森との関係を含めたラジオ番組での発言も「ほとんど支離滅裂で、正常な神経の持ち主とは思えません」と切り捨てられる形で紹介されており、拉致問題での発言の信用に疑問が持たれてもいる。

イット革命
IT革命（アイティーかくめい）のことを就任当初の官僚との打ち合わせの場でイット革命と述べたり、開発途上国会議で「電気がなくともiモードは使える」といった発言を残す。なお、ニコニコ動画などで自身が機械音痴であることは度々認めている。首相在任当時は米クリントン政権の打ち出したNII（National Information Infrastructure:全米情報基盤）構想が成果を挙げ始めたり、或いは1990年代末のインターネットバブルによる一時的な景気過熱などがあり、一方で日本がIT産業、情報通信インフラなどで諸外国に遅れを取っていることは専門家の間でも日ごろから憂慮されてきたことであった。情報機器の複雑性が中高年への普及を妨げてきたことへの指摘も常々なされることである（詳細は情報格差）。政治家としての森はこうした問題があることについては理解を示し、e-Japan戦略の策定を決めた。後年、ニコニコ動画の森喜朗チャンネルにて、これらのことに触れている。

### 首相退任後
子どもを一人もつくらない女性
2003年6月26日、鹿児島市内で開かれた「全国私立幼稚園連合会の討論会」にて「子どもを沢山つくった女性が、将来国がご苦労様でしたといって、面倒を見るのが本来の福祉です。ところが子どもを一人もつくらない女性が、好き勝手、と言っちゃなんだけど、自由を謳歌して、楽しんで、年とって・・・税金で面倒見なさいというのは、本当におかしいですよ」と発言し、社民党の議員や出生率向上へ誘導する政策などに反対する一部女性団体の抗議を受けた。
北朝鮮問題について
2007年7月、北朝鮮の外務次官・金桂冠は同年6月に訪朝したアメリカのヒル国務次官補に対し、日朝関係について「参院選の結果をみて考えたい」と伝えた。発言は、北朝鮮問題で強硬路線を採っている安倍政権の第21回参院選における苦戦が予測されている状況を踏まえたものと受け取られた。7月23日には朝鮮労働党機関紙『労働新聞』で日本の第21回参院選について「安倍一味（政権）は腐敗政治と決別し、自ら権力の座から退くのが良いだろう」「参院選での惨敗を意識した責任論も台頭している」と論評していることが報じられた。当時は6カ国協議に参加していたアメリカがテロ支援国の指定解除に舵を切り始め、日本と溝が生まれ始めていたという背景も指摘されている。
2日後の7月25日、選挙中、森は金沢市で行った街頭演説の中で「北朝鮮は安倍さんが潰れてくれる事を願っている。そんな北朝鮮の不埒なやり方に黙っていてはいけない。安倍さんを勝たせるしかない」と発言した。読売新聞によれば民主党筋からは森の発言に「北朝鮮の拉致問題は超党派で取り組んでいる課題」と反発する声も出たと言う。更に7月27日、野党が過半数を獲得した場合の国会運営について森は「国民のためにやらなければならない政策（の法案）が全然成立しなくなる。結局、だんだん追い込まれていって、（衆院を）解散せざるを得なくなる」と述べた。読売新聞は衆院の早期解散の可能性を示したものと解釈して報道した。参院選は自民党が敗退したが、北朝鮮サイドはこの結果を歓迎。「安倍政権は朝日関係改善に取り組む姿勢が見られなかった。過去を正しく清算する意思がないなら相手にする必要はない」とコメントし、森が演説で述べた、安倍政権に対する北朝鮮側の評価自体は事実であることが選挙後にも改めて立証された。
さらに、3年後、安倍政権で政策秘書官を務めた井上義行が、選挙前の2007年4月、北朝鮮が拉致問題で協議したい意向を申し入れていたが、参院選後の再協議を予定したものの、自民党敗北により立ち消えになったことを明かし、「北朝鮮側は当時、安倍内閣の支持率を気にしていた印象があり、選挙で勝っていれば本格的な協議が始まった可能性もあった」と分析している。なお、安倍政権の対北姿勢は参院選敗北後も変化無く、2ヵ月後の退任まで継続し、後継政権はほぼ任期一杯になるまで衆院解散を選択しなかったため、国会運営はねじれ現象が顕著となっていった。
武士のたしなみがない
2007年8月17日、防衛事務次官人事をめぐる守屋武昌と小池百合子防衛相の対立について、「辞めなければならないと（守屋氏が）自分で分かっていて、『武士の最後の華だ』と切腹しようとしたら、小池氏が後ろから刀で切りつけた感じだ」「（女性の）小池氏に言っていいのか分からないが、武士（もののふ）のたしなみがない」と述べ、小池の行動を批判した。守屋については、沖縄の基地問題に生涯をささげてきた立派な人物と評価した。
首相が被災地でパフォーマンスする必要なんてない
2011年、東日本大震災に対する菅直人政権の対応への批判を述べながら、1995年の阪神・淡路大震災当時を振り返り、「思えば村山富市元首相は偉かったな。阪神大震災で初動が悪かったとずいぶんマスコミにたたかれたけど、そんなことなかった。決断力もあった。小里貞利さんをすぐに震災対策担当相に任命して現地で陣頭指揮を執らせ、自分は首相官邸でドンと構えてね。首相が被災地でパフォーマンスする必要なんてないんだよ。被災者のみなさんに迷惑をかけるだけじゃないか」と村山元首相を評価した。

### 東京オリンピック会長就任後
英語は敵国語
2014年2月9日、東京オリンピック・パラリンピック競技大会組織委員会会長として冬季五輪開催中のソチで会見し、執行部が高齢で語学力に乏しいことについて、「第2次大戦時、英語は敵国語だった」「昔はボール、ストライクも『よし』『駄目』と日本語を使わされて野球をやっていた。私の世代はよほど特別に勉強した方じゃないと外国語をよく理解しない」と説明した。
大事なときには必ず転ぶ
2014年2月20日、ソチオリンピックのSPで浅田真央に転倒が相次いだことに関して、「見事にひっくり返った。あの子、大事なときには必ず転ぶ」と福岡市での講演で述べた。フィギュアスケート団体への出場に関しても「負けるとわかっていた」とし出場するべきではなかったとの主張を展開した。アイスダンスのキャシー・リード、クリス・リード組に関しても「（米国代表として）五輪出場の実力はなかったが、帰化させて日本選手団として出した」と述べた（リード兄弟は日米両方の国籍を有していたが日本国籍を選んでおり、帰化したわけではない）。浅田は帰国後の会見の中で「私は別に今なんとも思っていないですけど、たぶん（森さんが）ああいう発言をしてしまったことについて森さんは今少し後悔をしているのではないかなというふうに、少しは思っています。」と感想を語った。
国歌を歌えないような選手は日本の代表ではない
2016年7月に自チャンネルでリオデジャネイロの壮行会で、日本人選手が国歌を斉唱しなかったことを「国歌を歌えないような選手は日本の代表ではない」と批判したが、実際には独唱であり誤解である。尚、産経新聞で報じられた内容では森氏はこの件に対し当初国歌斉唱とされていたのになぜか独唱と当日に変更されたと述べている。
東京五輪の予算
2020年東京五輪・パラリンピックの関連施策として国が直近5年間で8011億円を支出したと会計検査院が指摘したことに、大会組織委員会会長の森は2018年10月4日「この機会に将来の日本のためになる、国民のためになる、その恩恵を受けることができるということであれば（大会に関連がある行政経費を）ある程度認めていかなければいけないのではないでしょうか」と必要性を強調し、一方で「予算編成で、（五輪への）いわゆる便乗みたいなことは、厳に慎んでほしい」とも述べた。
李登輝への弔辞
2020年7月30日の李登輝の死去を受け、8月9日に弔問団の団長として訪台。蔡英文総統と会談して安倍首相の事実上の名代として訪台した旨を説明し、謝意を受けている。海外からの最初の李登輝への弔問団であり、遺影の前で「台湾はあなたが理想とした民主化を成し遂げ、台湾と日本は自由と民主主義、人権、普遍的な価値を共有する素晴らしい親善関係・友好関係を築き上げた」などとする弔辞を読み上げた。
オリンピック延期の世論調査について
1月初旬に行われた複数の世論調査で、オリンピック東京大会に対して、「中止もしくは再延期」で今年の開催に否定的な声が8割に達したことに言及し、「開催すべきが1月の調査で14％、12月から半減した。再延期は1月が44％で12月は32.2％だった。ただ、再延期というのは開催するべきだという声。58％が開催してほしいという意見だ」と、強調した。さらに、「今のコロナで、こういう騒ぎでやっている時に、『オリンピックどうですか?』と聞かれたら、何と答えますか? 答えようがないでしょう。まして一般国民が、“明日、子供や孫の成人式が中止になった”“来月結婚式の予定をどうしようか”と、そういう時期に、なぜあえてこういう『五輪をやるべきか』『延期すべきか』『中止すべきか』という世論調査をするのか。世論の動向を見るのは大事なことだけど、これをこうして発表しなければならんのかなと。私には疑問がある」と、投げかけた。
有名人の聖火ランナーについて
2021年2月2日、自民党本部にて行われた東京大会実施本部合同会議の役員幹部会において、同年3月25日から実施予定の東京オリンピック聖火ランナーについて、密集対策の一環として、「有名人は田んぼ（の沿道）を走ったらいいんじゃないか」と発言。これらの発言を理由として、愛知県犬山市において、聖火ランナーを務める予定だったお笑いタレントの田村淳（ロンドンブーツ1号2号）は聖火ランナーを辞退することを同年2月3日に明らかにした。
女性蔑視発言
2021年2月3日、日本オリンピック委員会（JOC）の臨時評議員会で、「これはテレビがあるからやりにくいんだが、女性理事を4割というのは文科省がうるさくいうんですね。だけど女性がたくさん入っている理事会は時間がかかります。これもうちの『恥』を言いますが、ラグビー協会は今までの倍時間がかる。女性がなんと10人くらいいるのか今、5人か、10人に見えた（笑いが起きる）5人います。女性っていうのは優れている所ですが、競争意識が強い。誰か1人が手を挙げると、自分も言わなきゃいけないと思うんでしょうね、それでみんな発言されるんです。結局女性っていうのはそういう、あまりいうと新聞に悪口かかれる、俺がまた悪口言ったとなるけど、女性を必ずしも増やしていく場合は、発言の時間をある程度規制をしておかないとなかなか終わらないから困ると言っていて、誰が言ったかは言いませんけど、そんなこともあります。私共の組織委員会に女性は何人いますか? 7人位おられますが、みんなわきまえておられます。みんな競技団体からのご出身で国際的に大きな場所を踏んでおられる方々ばかりです。ですからお話もきちんとした的を得た、そういうのが集約されて非常にわれわれ役立っていますが、欠員があるとすぐ女性を選ぼうということになるわけです。」と発言した。
世界的な批判に発展
この発言に対して、TwitterなどのSNSで多くの批判の声が上がったほか、ニューヨーク・タイムズやワシントン・ポスト、ロイター通信やAFP通信といった日本国外のメディアも批判的な論調で報じた。また、ヨーロッパ各国・欧州連合の駐日大使館やトヨタ自動車・JR東日本などの東京オリンピックパートナー（スポンサー）各社からも批判や遺憾のコメントが相次いだ。その後、日本スポーツとジェンダー学会は2021年2月4日に緊急声明 を発表した。
釈明会見と会長辞任
2021年2月4日、毎日新聞の取材において、今回の発言について「一般論として、女性の数だけを増やすのは考えものだということが言いたかった。女性を蔑視する意図はまったくない」と釈明した。
なお、同日に行われた記者会見において、「（今回の発言に対する批判について）どう受け止めるつもりか」という質問に対し、「謙虚に受け止めております。だから、撤回をさせていただきますと言っているんです」と回答。しかし、自身の辞任は否定した。「女性の話が長いと思っているか」という質問に対しては、「最近、女性の話を聞かないから、あまりわかりません」と回答。今回の発言を「誤解」と表現している事について聞かれると、各競技団体から女性が多いと会議が長いという話をよく聞くことをあげ、「そういう風にきいておるんです」と回答した。なお、具体的な団体名については明言を避けた。記者の質問へ「そういう話はもう聞きたくない」「おもしろおかしくしたいから聞いているんだろ」と発言。メディア各社の展開する報道への憤りを見せた。
2021年2月12日に行われたホワイトハウスによる会見では、報道官のジェン・サキが「森氏の発言は容認できない」と記者の質問に答える形で明言し、「さらなる対応についてはチームと協議する」と話した。
同12日、森は理事会と評議員会の合同懇談会に出席し、女性蔑視発言の責任を取り、ついに辞任を表明した。その後、会長職には様々な人物への打診がなされた後に、橋本聖子が引き継ぐことになった。
本人は「私自身は女性を蔑視する気持ちは毛頭ない」と本発言にて言われている事を否定しており、「解釈の仕方だと思う。そういう（女性蔑視の）意図で言ったわけではない。多少意図的な報道があったと思う」と述べた。
一連の発言について次のように、森を擁護する見方もある。日本オリンピック委員会（JOC）の会長山下泰裕はスポーツ基本法、ナショナルトレーニングセンター（NTC）、ラグビーW杯などの功績を挙げ「パラリンピックをはじめとした障がい者スポーツにも熱心だった。JOCに対しても『何で自分たちのことしか考えないんだ』とか『もっと寄り添うことができないんだ』と、たびたび叱責された」と擁護した。また、辞任の方向と報じられた後、Twitterでは「＃森喜朗さんありがとう」のハッシュタグが多数投稿された。

### 東京オリンピック会長辞任後

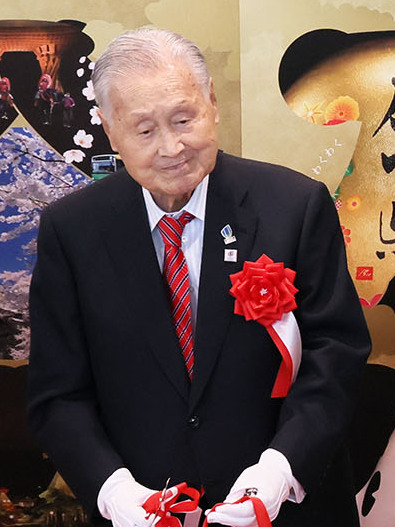
2024年3月撮影

ゼレンスキー氏はウクライナ人を苦しめている
2022年11月18日、東京都内で開かれた日本維新の会の鈴木宗男参院議員主催のパーティーで、「ロシアのプーチン大統領だけが批判され、ゼレンスキー氏は全く何も叱られないのは、どういうことか。ゼレンスキー氏は、多くのウクライナの人たちを苦しめている」と発言した。また、ロシアのウクライナ侵攻をめぐるマスメディア報道に関しても、「日本のマスコミは一方に偏る。西側の報道に動かされてしまっている。欧州や米国の報道のみを使っている感じがしてならない」と批判。ロシアに批判的な姿勢の岸田文雄総理に対しても、「米国一辺倒になってしまった」と不満を示した。
こんなにウクライナに力を入れてしまって良いのか
2023年1月25日、東京都内で行われた自身がかつて会長を務めた日印協会の会合で、「こんなにウクライナに力を入れてしまって良いのか。ロシアが負けることは、まず考えられない」と発言。首相就任直後にインド訪問を反対されたと当時の外務省の対応を非難し、「今のロシア問題もそうだ。せっかく（日ロ関係を）積み立てて、ここまで来ている」と日露関係の崩壊を懸念した。

### 評価
- 週刊ポストが2016年に行った「嫌われるジジイ」では舛添要一に次いで2位、30代以上の男性のすべての階層でトップという不名誉な結果になり、嫌いな理由として「無能なのに、未だに大物面していられるのが理解できない。百害あって一利もない人物」と酷評された[254]。
- 村上正邦は週刊ポスト2018年8月17・24日号の政治記者・評論家・学者52人実名アンケート「戦後歴代最低の総理大臣」に森の名を挙げ「総理に推したのは大間違いだった。神の国発言など空気が読めないし、辞めた後も恥知らずに大きな顔で五輪組織委員会会長をやっている」と述べている[255]。

## 航空業界との関わり

### 能登空港関係
地元石川県では能登空港の開港（2003年）を支援したことでも知られる。森が自身の政権政策のベースとした小渕政権も公共事業による財政出動を行ったが、2000年度予算では空港の用地造成費37億円が満額認められた（空港全体の建設費は約240億円）。その後、当時山梨県にあった日本航空学園が移転先を探していた際には地元の政治家で同学園の理事である赤池誠章と懇意となり、山梨校の開校記念式などにも顔を見せていた（その後、赤池は2005年の衆院選挙で自民党公認で当選し、2006年1月に清和研への入会を認めている。）。同学園は名乗りを挙げた候補地の中から能登空港を選び、開港と同時に移転した。これは学園が落とす地方税や発着料を通じ、地方経済や空港の経営にもプラスの材料となると共に地元の過疎対策にもなった。
また、県が更新期を迎えていた土木事務所など、能登半島の出先機関を空港に集約する、日本の地方空港で初めて搭乗割保証制度を設定し、観光客の誘致に努力する、道の駅に指定する、などの努力を続けた結果、一般的な赤字空港批判の中でも、一目置かれる存在となっている。ただし、当初の想定利用者数が大阪、名古屋便を見込んだものであったのに就航したのは羽田便のみで実績は下回り、赤字分は県の補填を受けているため、朝日新聞のように批判的な報道もある。

### 小松空港関係

#### カーゴルックス航空の誘致
1985年から福岡空港に貨物便を就航させていたルクセンブルクのカーゴルックス航空が日本便の貨物取り扱い量が伸び悩み、撤退も含めて再検討をしていた際、3000m級の滑走路がある他の拠点として小松空港に着目した。小松空港サイドは森を押し立てて運輸省に陳情を行い、1994年よりカーゴルックスは小松に移転した。当初は週2便、その後徐々に扱い量が増加し、2001年には3便から5便までの枠が認められ、2000年代前半には年2万トンを超す扱いがあったが リーマンショック以降1万トンを切る水準まで落ち込み、その後の景気回復で再び増加に転じている。しかし朝日新聞によればカーゴルックス側の本音は関西国際空港への就航であり、同空港への枠を認めない国土交通省の姿勢に森を初めとする石川県の陳情、政治圧力を批判的に指摘されてもいる。
とは言え、小松空港から首都圏・中京圏・関西圏の日本の三大都市圏には高速道路を使えば比較的早く到達することができるのは事実である。

#### 中華民国便就航
森は首相辞任後も慎重論がある中で訪台をおこなっている1人だが、その後小松空港への台湾からの航空便誘致活動が顕著となってきた。北国新聞はこの件について何度か報じているが、2005年12月に増便された小松-上海便について森は「当面は中国側の利用増が見込めない」などと指摘し、台湾便については「台湾の観光客が温泉を好む傾向があり、能登空港のチャーター便で和倉温泉や加賀温泉郷の旅館を訪れていること」を挙げている。実際石川県を訪れる外国人観光客の内、約半数が台湾からの渡航という背景もあった。このころ、日台間の航空交渉にて増便の方針は決まっており、一時は小松-台北便に中華航空が内定しかけていたが、2007年8月に那覇で中華航空機が事故を起こしたため、計画は暗礁に乗り上げた。そこで森は台湾の駐日代表部に相当する台北駐日経済文化代表処の許世楷と会談した。水面下でエバー航空に就航を打診していたとも報じられている。森の仲介もあり、当時は原油価格上昇という厳しい局面にあったが、エバー側も小松便の設定を決断した。社長の陳欣徳は2008年4月、訪台した県議に「森喜朗元首相ら多くの方々の尽力があり、コスト高の中で一大決心をしたので、多大な支援をお願いする」と述べている。そして、2008年6月1日より週2便を基本としてエバー便が就航した。就航の際、石川県は台湾の振興イベントを企画し、森も小松空港での記念式典に出席している。

## 党内への影響力
首相退任後も清和政策研究会から小泉・安倍・福田が続けて総理総裁に選出され、安倍の就任直後までは派閥会長として、会長退任後も名誉会長として影響力を行使した。福田退任後は派閥からの総裁選立候補は控えたものの、2007年の『自民党と政権交代』では今後について「晴耕雨読という訳にはいかんだろうな」と語ってインタビューを締めている。
自身と緊密な関係にある麻生太郎が総理総裁に選出されると、党内基盤が弱い麻生を支援したが、人事や政策決定に対して積極的に公の場で論評するなど、半ば公然と介入した。
更に、国会議員を引退し無職となって以降も、オリンピック組織委員長を務めるなど、自民党そして清和会に影響を及ぼし続けている。
森の影響力について、下村博文は「当選4期以下の人たちは直接森さんを知らないが、ベテランに対する影響力はいまだに残っている。私からするとちょっと残念な状況だ。派閥に現職の国会議員が100人いる中で、森元総理には大所・高所から、ロシアやウクライナの問題などの政策的な部分でアドバイスをしてもらいたい。人事をやるのであれば、もう一度国会議員になって一緒にやってもらったらどうかと思う。（本人には）言っていない。そこまで邪魔されると思わなかった」とコメントした。

## 主な所属団体・議員連盟
- 日本教職員組合問題究明議員連盟（最高顧問）
- 神道政治連盟国会議員懇談会（顧問）
- 地下式原子力発電所政策推進議員連盟（顧問）
- 北京オリンピックを支援する議員の会（顧問）
- ラグビーワールドカップ2019日本大会成功議員連盟（最高顧問）
  - 若手時代には青嵐会に属すなど、台湾ロビーの一員とされたこともある。
- ボーイスカウト振興国会議員連盟（名誉会長）
- 天皇陛下御即位二十年奉祝国会議員連盟（会長）
- 平城遷都1300年記念事業推進議員連盟（会長）
- 日韓議員連盟（会長）
- 日本・アフリカ連合議員連盟（会長）
- 公共放送のあり方について考える議員の会
- みんなで靖国神社に参拝する国会議員の会
- 外国人材交流推進議員連盟

2007年夏の参院選後に、古賀誠元幹事長・二階俊博国対委員長らと新たな日中友好議員連盟の結成を予定していると報じられた。2007年7月4日、中華人民共和国の王毅大使と中国大使公邸で懇談し、協力を求めた。日中国交正常化35周年に合わせて日本と中国が進める「2万人交流」プロジェクトが今秋にも達成されるのに合わせ、双方で記念式典を開催することで一致したとされる。

## 人物
- 身長175cm、体重103kg。

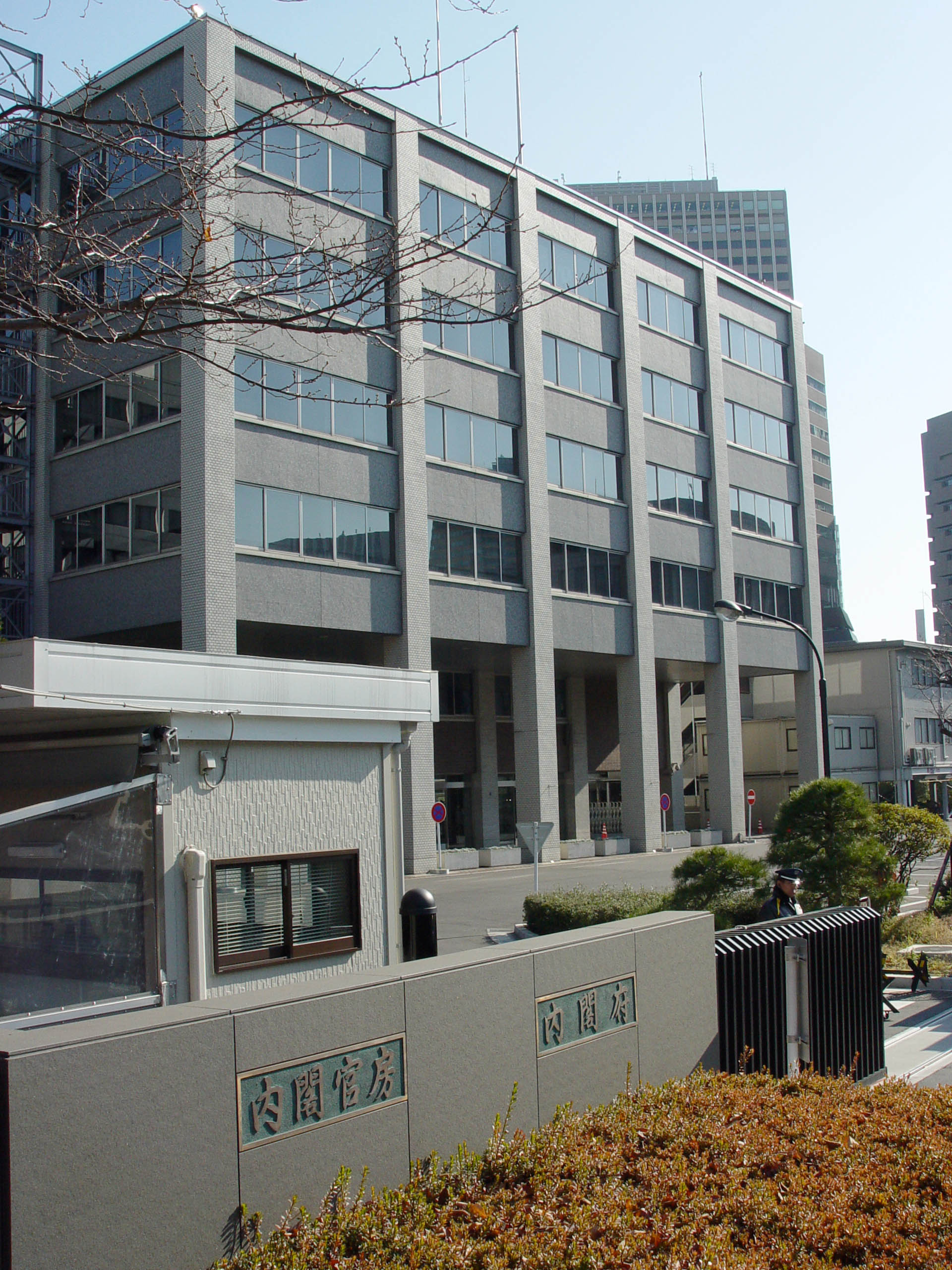
内閣府の銘板は森の揮毫を基に作成された

- 愛妻家である。妻の千恵子と知り合ったのは、2人が通う早稲田大学の学生時代であった。当時体を壊してラグビー部を退部していた森は「国際学友会」と言う、早稲田大学の主に東南アジアからの留学生との交流を深めるサークルに所属しており、ここで横浜出身の教育学部国語国文学科の学生の千恵子と出会った。当時千恵子は水泳をしており真っ黒に日焼けしていたのを見た森が「アナタ、お国はどちらですか？」と千恵子を東南アジアからの留学生だと勘違いして話し掛けたのが初対面だったらしい。現在でも出張などで森が自宅を離れた際にも、森の方から1日1回以上特に用事がなくても「元気かな？」などと電話が掛かってくるとの事。千恵子も代議士夫人の会で「子供のためにも死ねるけれど、夫のためにも死ねるわ」と発言するなど現在でもラブラブ夫婦のようである。因みに千恵子の方が半年余り年上の姉さん女房である[5]。
- 妻の千恵子によると森は潔癖症、整理魔で今でも寝る前に翌日着る服を下着からきちんと順番通りに枕元に置いて寝るらしい。机の上もすぐに整理してしまうとのこと[274]。
- 代議士になりたての33歳の時、小松の自宅に侵入した泥棒を捕まえたことがある。その泥棒は午前3時半に森家に侵入したが最初に千恵子に気づかれた。喜朗は裸足で300m追いかけて泥棒を捕まえ、小松署に引き渡している。『自民党と政権交代』などには描かれていないが、当時の新聞には載っている[275]。
- 内閣官房副長官時代、時の総理である福田赳夫と並んで歩いた際SP（セキュリティポリス）と間違えられそうになったため、福田からもっと離れて歩くように言われたという[37]。
- 日本コスタリカ友好議員連盟の重鎮である。衆議院に小選挙区比例代表並立制が導入された際、同一中選挙区に同一政党の候補者が複数いる場合、候補者を小選挙区と比例代表から交互に立候補させる方式を考案し、コスタリカ方式と命名する（ただし、コスタリカの制度は連続再選を禁止するというもので、比例転出により連続当選を前提とする森の方式とは別物である）。
- 文部大臣時代には視察先の小学校で子どもたちの人気者であった[276]。
- 日本体育協会会長、日本プロスポーツ協会会長（事実上の統一コミッショナー的存在、2011年3月勇退）、日本トップリーグ連携機構会長、日本ドッジボール協会会長、松井秀喜選手が日本プロ野球・メジャーリーグベースボールで活躍を後援会名誉会長としてサポート。松井の実家と隣の集落出身で、両者とも浜小学校出身である。また1995年参院選ではガンバ大阪前監督釜本邦茂を比例区で、アマチュアレスリング・ロサンゼルスオリンピック (1984年)日本代表で新日本プロレスの現役プロレスラー馳浩を定数1石川県選挙区で擁立し当選に導く。1996年総選挙ではプロボクシングの元WBC世界ライト級王者ガッツ石松を東京9区で擁立。
- 首相在任中の第42回衆議院議員総選挙では小選挙区（石川2区）と比例区（北信越ブロック）と重複立候補。小選挙区比例代表並立制導入後、重複立候補した現職総裁・現職総理は現時点では森だけ。森の比例の順位は現職総裁・現職総理でありながら比例で優遇されることなく、他の重複立候補者と同列だった（結果は小選挙区当選）。
- 自由民主党の幹事長、総務会長、政務調査会長の党三役すべてに就任しているのは森と安倍晋太郎だけであり、総裁も務めた唯一の人物である。党三役については選対委員長を加えて党四役となっていた時期があるが、森は選対委員長の前身である総務局長にも就任している。
- 2006年8月27日全日本プロレス・両国国技館大会、清和会所属で当時文部科学副大臣で衆議院議員であった馳浩のプロレス引退試合を町村信孝と共に観戦したが、VOODOO-MURDERSの"brother"YASSHIが「おい、そこの森！ お腹の中、何か詰まってるな？ お金か？ このかす野郎！」と森に罵声を浴びせた上、森の治世を批判し唾を掛けるという暴挙に出た。さらに、場外乱闘に乗じてTARUが森を挑発したため、森もパイプ椅子を持って身構えるという事態が発生した。さらにこのとき、観客から「森コール」が起こったものの、森のSPがTARUに抗議しつつ森を止めたため、史上初となる首相経験者のプロレス参戦は実現しなかった。試合後、記者団に対し、森は「椅子？ パフォーマンスだよ」と苦笑いで語ったが、YASSHIに話が及ぶと「客に対して失礼だ」と激怒した[277] 。ふざけすぎということで、主催者には抗議の電話も殺到し、ウェブサイトには謝罪のお知らせも掲載された[278][279]。馳も森派の会議で詫びを入れる羽目になってしまったが、「私からも伏してお詫び申し上げます。申し訳ありませんでした！でも、森先生がひどい目にあっているときに、隣の町村先生は手を叩いて大喜びしてましたよ！」と言ったと言う。なお、馳自身は森に敬意を持っている[280]。
- 自身のサイトがリニューアル1ヶ月で100万アクセスを越えた際に地元の北國新聞で取り上げられた[要出典]。事務所は「写真など定期的に更新をしているから」と述べていたが、実は2ちゃんねらーによる祭りの結果だったことが判明している[要出典]。
- 都内の瀬田に邸宅を構えていた。自身の政治活動上、資金的に苦しい時に銀行から金を借りる際に担保とするためであったが、その政治活動がピークを過ぎたため、六本木ヒルズに転居し2年半余り住んでいた時期もある。これは議員宿舎の建て替えが完了するまでの暫定的なものであり、2007年に退去している[281][282][37]。
- 裏方としての能力は高いとの下馬評もある[注釈 21]。
- 派閥については肯定的で、政治家の訓練の場、族議員を政策の専門家として認識している。森によれば、中選挙区制時代は財政なら宮沢喜一、福田赳夫、税なら山中貞則など、政府一辺倒でもない、党内に指導力を持つ政治家が各分野におり、官僚を超える見識の持ち主も多くいたが、小選挙区制では広く浅い知識を持つ議員が増え、野党の仕掛けた論戦にも「うちもやっているんだ」とすぐに言い分に乗ってしまう者が増えたと言う。そして知名度を得る為にテレビに出たがり、出演しても政治評論家がせっかく野党を激しく攻撃している横でへらへら笑っているだけの者がいるとのことである。特に社会福祉関係は国民受けが良く、票目当ての者が沢山くっついているので、見識を持った政治家の重要性を説いた[283]。このため派閥制度には肯定的な見解も度々述べており、色々な悩みを相談し合える点から「心のオアシス」と呼んだこともある[284]。
- 若手議員については、2007年に、自民党議員には本人の満足度は別にして色々な役職（ステージ）が与えられるのでそこで一生懸命やることが重要である旨も語っている。一方、若手から中堅の政治家にしばしば出身者のいる松下政経塾については、選挙ポスターに松下政経塾出身と書くのが特徴、「それが集票力や自分の価値につながると思っているんでしょう」との分析を示し、雄弁会との比較では、雄弁会はサークルに過ぎないし選挙で売り物にはしない旨を述べている[285]。
- 韓日議員連盟の会長であった金潤煥の5回忌に弔花を贈ったところ、韓国内の政治家で弔花した者が僅かであったことから中央日報が「生きた権力にのみ盲従する韓国の政治に警鐘を鳴らしている」として取り上げた。同紙は、森は「気兼ねなく話を交わすことができた数少ない政治家の1人」であり、金潤煥サイドは弔花に対して「信義を重んじる日本人政治家の人間味を感じた」と報じた[286]。
- かつて「お絞りと中川君」が口癖であった[287] ほど中川秀直を寵愛し、自身の内閣の官房長官にも登用したが、小泉改革をめぐり徐々に亀裂が生まれ、中川が2008年の総裁選に小池百合子を出馬させたことで、二人の関係は完全に決裂した[287]。
- 上記のとおり、あらゆる発言が問題発言としてマスコミに取り上げられ続けたため、首相後期にはほとんどマスコミを相手にしなくなった[288]。
- 夫人の千恵子、中村慶一郎、八幡和郎などから「話が面白い」旨指摘され、本人も文章よりは講演などを好むとしているが、牛尾、早坂などとの対談ではよく勧進帳をネタにしており、歌舞伎も度々見に行っている。
- 「亡くなられた坂田さん」発言などの勘違いがクローズアップされる一方で、記憶力や過去の出来事の再現能力を評価されてもいる。薬師寺克行は『自民党と政権交代』にて行ったインタビューを「まるで実り豊かな菜園」と評価している。編集過程で脚注を作った人物の多さ、場所や日時を当時の新聞記事と突き合わせた時の正確さなどが挙げられた。それを森は手元に何の資料も持たず、立て板に水のように、まるでドラマのように活写した。また、話の中身は事実関係の再現に比重が置かれており、登場人物の意図なども事実に基づいて再現するように努力していたのだと言う。
- 2008年5月19日、戦没者の慰霊祭に関わり、早大OBでもある森は太平洋戦争下の出陣学徒壮行早慶戦を題材とした映画『ラストゲーム 最後の早慶戦』の試写会・シンポジウムに出席し「隣で見る家内には“堂々と泣くぞ”と言ったが、実際にハンカチがぐしょぐしょになってしまった。改めていろいろなものを教わった」との感想を残した[289]。
- 森喜朗チャンネルの「プライベートについて」という動画にて好きな食べ物はシラス、鯵の開きと言っている。また小学生のころ、父親の勧めで甲子園まで日米親善野球を見に行った際に、なけなしの小遣いでコカコーラ、ホットドッグなどを食べてみたが、それらを羨ましいとは感じず、沢庵とおにぎりが食べられないアメリカ人を「可哀相だなあ」と思ったとのことである[290]。
- 2010年2月3日、1999年の初演から骨髄バンクを支援してきた舞台「友情 秋桜のバラード」400回目の公演にて、主人公を看取る医師役で出演した。客席に背を向けて主人公の方を見つめていたが、7年前の公演で出演した話を交えてその意図を語った。「（演技は）2度とやらないと思った。僕が出たら客席が笑って困った。だから今日は、スーッと出てすぐ（主人公の）あゆみの方を向いたろう。医者だからね」とのことである。教師役を続けているかとうかずこは「雰囲気からして医院長そのもの！」と絶賛した[291]。
- 山口敏夫から「オリンピック利権に手を染めている、舛添より100倍、1000倍もの巨悪がいる。いまのオリンピックを支えている人たちに即退陣してもらう」、「森さんを辞めさせたい。その一心で出てるんです」と批判され、東京五輪組織委会長を辞任するように言われ、首相の安倍晋三に森は「珍念さん（山口のあだ名）をなんとかしてくれと直訴した」という話も出回り、それをぶつけると山口は「そうそう。安倍さんからは森さんも病気だから」と言われたという[292]。
- 外務省関係者によれば、森がある国を訪れた際、現地の大使が森の地元・石川県の日本酒を用意してもてなしたが、森の対立候補を支援していた酒造会社の酒であったことから、森はその銘柄を一目見るなり「敵の酒だ」と断じ、まったく口にしなかったとされる[293]。

## 選挙歴
| 当落 | 選挙                   | 執行日         | 年齢 | 選挙区    | 政党       | 得票数     | 得票率 | 定数 | 得票順位 /候補者数 | 政党内比例順位 /政党当選者数 |
| ---- | ---------------------- | -------------- | ---- | --------- | ---------- | ---------- | ------ | ---- | ------------------ | ---------------------------- |
| 当   | 第32回衆議院議員総選挙 | 1969年12月27日 | 32   | 旧石川1区 | 無所属     | 6万4595票  | 18.23% | 3    | 1/10               | /                            |
| 当   | 第33回衆議院議員総選挙 | 1972年12月10日 | 35   | 旧石川1区 | 自由民主党 | 7万8221票  | 21.14% | 3    | 1/7                | /                            |
| 当   | 第34回衆議院議員総選挙 | 1976年12月05日 | 39   | 旧石川1区 | 自由民主党 | 10万7657票 | 32.91% | 3    | 1/5                | /                            |
| 当   | 第35回衆議院議員総選挙 | 1979年10月07日 | 42   | 旧石川1区 | 自由民主党 | 11万1297票 | 39.44% | 3    | 1/4                | /                            |
| 当   | 第36回衆議院議員総選挙 | 1980年06月22日 | 42   | 旧石川1区 | 自由民主党 | 11万6366票 | 31.58% | 3    | 1/5                | /                            |
| 当   | 第37回衆議院議員総選挙 | 1983年12月18日 | 46   | 旧石川1区 | 自由民主党 | 11万2384票 | 34.86% | 3    | 1/5                | /                            |
| 当   | 第38回衆議院議員総選挙 | 1986年07月06日 | 48   | 旧石川1区 | 自由民主党 | 14万7768票 | 39.13% | 3    | 1/5                | /                            |
| 当   | 第39回衆議院議員総選挙 | 1990年02月18日 | 52   | 旧石川1区 | 自由民主党 | 12万9515票 | 32.10% | 3    | 2/4                | /                            |
| 当   | 第40回衆議院議員総選挙 | 1993年07月18日 | 56   | 旧石川1区 | 自由民主党 | 13万6950票 | 36.30% | 3    | 2/4                | /                            |
| 当   | 第41回衆議院議員総選挙 | 1996年10月20日 | 59   | 石川2区   | 自由民主党 | 10万5586票 | 51.66% | 1    | 1/4                | /                            |
| 当   | 第42回衆議院議員総選挙 | 2000年06月25日 | 62   | 石川2区   | 自由民主党 | 14万2457票 | 64.44% | 1    | 1/3                | /                            |
| 当   | 第43回衆議院議員総選挙 | 2003年11月09日 | 66   | 石川2区   | 自由民主党 | 11万4541票 | 55.62% | 1    | 1/3                | /                            |
| 当   | 第44回衆議院議員総選挙 | 2005年09月11日 | 68   | 石川2区   | 自由民主党 | 12万9785票 | 57.63% | 1    | 1/3                | /                            |
| 当   | 第45回衆議院議員総選挙 | 2009年08月30日 | 72   | 石川2区   | 自由民主党 | 12万3490票 | 50.20% | 1    | 1/3                | /                            |

## 家族・親族
- 祖父 - 森喜平（政治家・根上町長）

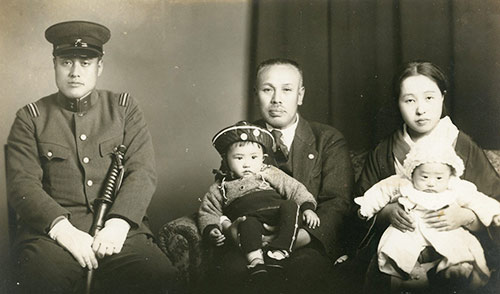
左から父・茂喜、祖父・喜平（膝の上は姉・智子）、母・薫（膝の上は喜朗）（1937年）

- 父 - 茂喜（元帝国陸軍中佐、政治家・根上町長）
- 弟 - 外科医
- 長男 - 森祐喜（政治家・石川県議会議員 会派は自民党 2010年8月7日に酒気を帯びて車を運転、物損事故を起こし逮捕され議員辞職[294]、2011年7月25日死去[295]）、娘が一人いる[296]。
- 長女 - 藤本陽子 - 2010年、『リベラルタイム』内の企画「総理の娘」にて岩見隆夫のインタビューを数回に渡り受け、舞台裏を語った、娘が一人(つまり森の孫)がいる[297]
- 長女の夫 - 藤本真佐（デジタルハリウッド代表取締役社長兼CEO）
- 姪の夫 - 岡田直樹（参議院議員）

## 系譜
- 森氏 森家は江戸時代加賀藩で、代々村の肝煎を務めた。喜平、茂喜は根上の村長、町長を長く務めた。なお、喜平は森家に養子入りしている。

```
喜平━━茂喜━━喜朗━━祐喜

```

## 栄典
- キューバ文化功労章（キューバ共和国）
  - キューバで開催された国際音楽祭「クバデイスコ2005」に対し、日本からの広範な参加・協力が得られるように尽力した功績により。
- インド国勲章パドマ・ブーシャン（2004年）[298]
- 特種大綬景星勲章（台湾、2006年）
  - 日本における台湾人観光客への査証免除実現への協力及び台日関係の促進への貢献により。
- ロシア連邦友好勲章（ロシア連邦、2004年）
  - 日露間の国際協力の発展への多大な貢献により。
- サンクトペテルブルク300周年記念メダル（ロシア連邦、2007年）[299]
  - プーチン大統領より。授与はマトヴィエンコ知事。
- レジオンドヌール勲章グラントフィシエ（フランス共和国、2010年）
- ノルウェー王国功労勲章ナイト・グランド・クロス（ノルウェー王国）
- 修交勲章光化大章（大韓民国）[300][301]
  - 日韓関係発展のために努めたため。この勲章は韓国で外国人に叙勲される勲章の中で最高位のものである[301]。
- 友好勲章（ウズベキスタン共和国、2011年）
- 桐花大綬章（日本国、2017年）

## 称号
- 2003年 - モスクワ国際関係大学名誉博士号
- 2007年 - 京都外国語大学名誉博士号[302]
- 2011年 - 日本体育大学名誉博士号
- 2013年 - 金沢大学名誉博士号[303]

## 略歴
- 1937年7月14日:石川県能美郡根上町（現・能美市）に生まれる。
- 1950年3月:根上町立浜小学校、現能美市立浜小学校 卒業（プロ野球選手の松井秀喜の先輩にあたる）。
- 1953年3月:金沢市立高岡中学校卒業（越境入学であった）。
- 1956年3月:石川県立金沢二水高等学校卒業。高校時代はラグビー部の主将として活躍。
- 1956年4月:早稲田大学第二商学部入学。ラグビー部に入部するが体を壊し退部。その後雄弁会に入会。
- 1959年4月:自由民主党学生部に入党。
- 1960年3月:早稲田大学第二商学部卒業。
- 1960年4月:サンケイ新聞社入社。日本工業新聞記者となる。
- 1963年4月:衆議院議員今松治郎の秘書になる。
- 1969年12月:第32回衆議院議員総選挙に無所属で立候補。
- 1975年12月:総理府総務副長官就任。
- 1977年11月:内閣官房副長官就任。
- 1978年12月:党政調文教部会長就任。
- 1981年12月:衆議院大蔵委員長就任。
- 1983年12月:文部大臣就任。
- 1987年11月:自由民主党全国組織委員長。
- 1991年1月:衆議院議院運営委員長就任。
- 1991年10月:自由民主党政務調査会長就任。
- 1992年12月:通商産業大臣就任。
- 1993年7月:自由民主党幹事長就任。
- 1995年8月:建設大臣就任。
- 1996年11月:自由民主党総務会長就任。
- 1998年7月:自由民主党幹事長就任。
- 1998年12月:清和政策研究会会長就任。
- 2000年4月:第85代内閣総理大臣就任。
- 2001年1月:第6代清和政策研究会会長就任。
- 2002年7月:第2代財団法人日本プロスポーツ協会会長就任。
- 2003年12月:第7代公益財団法人日印協会会長就任。
- 2004年10月:自由民主党新憲法起草委員会委員長。
- 2006年10月19日:清和政策研究会会長退任。
- 2006年10月26日:清和政策研究会名誉会長就任。
- 2010年12月11日:清和政策研究会退会（9月に退会届提出）、“会友”となる。
- 2012年11月16日:衆議院解散で衆議院議員引退。
- 2014年1月14日～2021年2月12日：東京オリンピック・パラリンピック競技大会組織委員会会長。

## 著書
- 『文相初体験 : 21世紀を担う子どもたちのために』日本教育新聞社出版局、1985年6月18日。
- 『あなたに教えられ走り続けます』北國新聞社、1999年3月。
- 『森内閣総理大臣演説集』内閣官房、2005年3月。
- 『ノーサイドの心 : 日本の未来をラグビーが救う』小学館、2010年2月。
- 『私の履歴書 : 森喜朗回顧録』日本経済新聞出版社、2013年6月。
- 『遺書 : 東京五輪への覚悟』幻冬舎、2017年4月。

### 共著
- 早坂茂三『森の清談』森喜朗事務所、2003年。
- 三浦貞子『あひるのアレックス』フレーベル館、2005年2月。
- 中曽根康弘、宮澤喜一、後藤田正晴、野中広務、塩川正十郎、他『時事放談. 3』講談社、2005年3月。
- 『決断! あの時私はこうした』自由民主党 中央公論事業出版』2006年9月。
- 五百旗頭真、伊藤元重、薬師寺克行 編『森喜朗 : 自民党と政権交代 90年代の証言シリーズ』朝日新聞社、2007年10月。
- 田原総一朗『日本政治のウラのウラ 証言・政界50-』講談社、2013年12月。